# Dinastia Song
Perioada Dinastiei Song (în chineză: 宋朝, Sòng Cháo; sʊŋ tʂʰɑʊ̯) reprezintă denumirea unei epoci istorice din istoria Chinei, care a început în anul 960 și a durat până în anul 1279. Ea a fost precedată de „Perioada Celor Cinci Dinastii și a Celor Zece Regate” și a fost urmată de „Perioada Dinastiei Yuan”. În timpul acestei perioade au fost emiși primii bani adevărați de hârtie din istoria lumii - bancnote - de către un guvern național. Tot în această perioadă a fost înființată prima flotă maritimă militară permanentă a Chinei, s-a folosit pentru prima dată praful de pușcă și s-a determinat, tot pentru prima dată, nordului geografic cu ajutorul busolei.
Perioada Dinastiei Song este împărțită în două perioade distincte: „Song de Nord” și „Song de Sud”. În timpul perioadei Song de Nord (chineză: 北宋, 960–1127), capitala țării era în orașul nordic Bianjing (astăzi Kaifeng), dinastia controlând mare parte din „China Interioară”. Perioada Song de Sud (chineză: 南宋, 1127–1279) a urmat după ce Dinastia Song a pierdut controlul Chinei de Nord în favoarea Dinastiei Jin. În această perioadă, conducătorii din dinastia Song s-au retras la sud, de Fluviul Yangtze, stabilindu-și capitala la Lin'an (astăzi Hangzhou).
Deși dinastia Song a pierdut controlul leagănului tradițional al civilizației chinezești din valea Râului Galben, economia dinastiei Song nu a căzut în ruine, Imperiul Song de Sud conținând 60% din populația Chinei și mare parte a terenului agricol cultivabil. Dinastia Song de Sud și-a întărit considerabil forța navală pentru a-și apăra apele și granițele, îndeplinind misiuni maritime în străinătate. Pentru a se apăra de dinastia Jin, și mai târziu de mongoli, Imperiul Song și-a dezvoltat noi tehnologii militare și a inventat praful de pușcă.
În 1234, Dinastia Jin a fost cucerită de mongoli, care au preluat controlul asupra Chinei nordice, întreținând relații tensionate cu Imperiul Song de Sud. Möngke Khan, al patrulea Mare Han al Imperiului Mongol, a murit în 1259 în timp ce asedia o cetate în Chongqing. Fratele său mai tânăr Kublai Han a fost proclamat Mare Han, deși a fost recunoscut doar parțial de mongolii din vest. În 1271, Kublai Han a fost proclamat împărat al Chinei. După două decenii de războaie sporadice, armatele lui Kublai Han au cucerit Dinastia Song în 1279. China era din nou unită, sub conducerea Dinastiei Yuan (1271–1368).
Populația Chinei s-a dublat în secolele al X-lea și al XI-lea. Această creștere a fost susținută de creșterea cultivării orezului în centrul și sudul Chinei, utilizarea soiurilor de orez care se recoltează timpuriu, provenite din Asia de Sud și Sud-Est, și de abundența de alimente. Recensământul Imperiului Song de Nord a înregistrat o populație de aproximativ 50 milioane de oameni, de aceeași dimensiune ca în perioadele dinastiilor Han și Tang. Se estimează, însă, că Imperiul Song de Nord avea o populație de aproximativ 100 de milioane de oameni și de 200 de milioane în perioada Dinastiei Ming. Această creștere a generat o revoluție economică în China medievală. Creșterea demografică a fost în parte cauza retragerii treptate a guvernului central din economie.
O populație mai mare a crescut și importanța micii nobilimi în administrația și în politica locală. Oficialii numiți în centrele de provincie se bazau pe nobilimea educată pentru servicii, finanțare și supravegherea regiunilor.
Viața socială în timpul dinastiei Song a fost vibrantă; elitele sociale se adunau pentru a admira și a comercializa lucrări de artă, populația interacționa la festivaluri publice și la cluburi private, iar orașele aveau cartiere cu teatre. Răspândirea literaturii și științei fusese îmbunătățită prin inventarea xilogravurii și (în secolul al XI-lea) a tiparului cu caractere mobile.
Tehnologia premodernă, știința, filosofia, matematica, ingineria și alte ocupații intelectuale au înflorit în timpul dinastiei Song. Filosoi cum ar fi Cheng Yi și Zhu Xi au revigorat confucianismul cu noi idei, influențate de idealuri budiste, și au pus accent pe o nouă organizare a textelor clasice, organizare ce a adus în prim plan principala doctrină a neoconfucianismul. Deși instituția examinării imperiale exista din timpul Dinastiei Sui, ea a devenit mult mai importantă în timpul dinastiei Song. Aceasta a devenit principalul factor ce a favorizat transformarea unei elite aristocratice într-o elită funcționărească.

## Istorie

### Song de Nord, 960–1127
Împăratul Taizu al Songului (r. 960-976) a unificat China prin cucerirea altor teritorii în timpul domniei sale, care încheie revoltele din perioada celor Cinci Dinastii și Zece Regate. În Kaifeng, el a stabilit un guvern central puternic, a asigurat stabilitatea administrativă prin promovarea sistemului de Examinare Imperială pentru serviciul civil, numirea birocraților statului după calificare și merite și a promovat proiecte care asigurau eficiență în comunicare în tot cuprinsul imperiului. Un astfel de proiect a fost crearea de către cartografi a hărților detaliate pentru fiecare provincie și oraș, care au fost apoi adunate într-un mare atlas. El a promovat știința inovatoare și inovațiile tehnologice prin sprijinirea unor lucrări cum ar fi turnul cu ceas astronomic proiectat și construit de inginerul Zhang Sixun.

Împăratul Taizu (r. 960–976), un portret tablou de la Curte

Curtea Song a menținut relații diplomatice cu regatul indian Chola, Egiptul Fatimid, Srivijaya, Hanatul Kara-Khanid din Asia Centrală, precum și cu alte țări care i-au fost partenere comerciale. Cu toate acestea, cele mai apropiate state vecine ale Chinei au avut cel mai mare impact asupra politicii sale interne și externe. De la începuturile sale sub Taizu, dinastia Song alterna între război și diplomație cu etnicii Kitani ai dinastiei Liao din nord-est și cu tanguții din Dinastia Xia de Vest, în nord-vest. Dinastia Song și-a folosit forța militară într-o încercare de a înăbuși Dinastia Liao și de a recâștiga cele Șaisprezece Prefecturi, un teritoriu sub controlul khitan, care a fost, în mod tradițional, considerat a fi parte din China propriu-zisă. Cu toate acestea, trupele Song au fost respinse de către armatele Liao, care s-au angajat în campanii anuale agresive pe teritoriul Songului de Nord până în 1005, atunci când semnarea Tratatului Shanyuan a încheiat aceste ciocniri de la frontiera de nord.
Dinastia a fost obligată să ofere tribut kitanilor, deși plata acestui tribut avea un impact minor asupra economiei statului, per ansamblu, din moment ce Kitanii erau, în mare măsură, dependenți de importurile, în cantități masive, de bunuri din Song. Mai mult, statul Song a recunoscut Liaoul ca egal al său, din punct de vedere diplomatic. 
Dinastia Song a reușit să obțină mai multe victorii militare asupra tanguților, la începutul secolului al XI-lea, culminând cu o campanie condusă de către eruditul om de știință, general, și om de stat, Shen Kuo (1031–1095). Această campanie a fost însă în cele din urmă un eșec, din cauza nerespectării unor ordine directe de către un ofițer militar, rival al lui Shen, iar teritoriul câștigat de la Xia de Vest, în cele din urmă, a fost pierdut. Un alt război semnificativ a fost împotriva Dinastiei Lý, a Vietnamului, dintre 1075 și 1077, cauzat de disputa asupra graniței de stat și ruperea de către Song a relațiilor comerciale cu Regatul Đài Việt. După ce forțele Lý au provocat pagube masive într-un raid în Guangxi, comandantul Song Guo Kui (1022–1088), a pătruns până la Thang Long (prezentul Hanoi). Cu toate acestea, pierderile grele de ambele părți l-au determinat pe comandantul Lý Thuong Kiet (1019-1105), să facă propuneri de pace, permițând ambelor părți să se retragă din luptă. Teritoriile capturate, deținute de catre Song și Lý, au fost întreschimbate în 1082, împreună cu prizonierii de război.

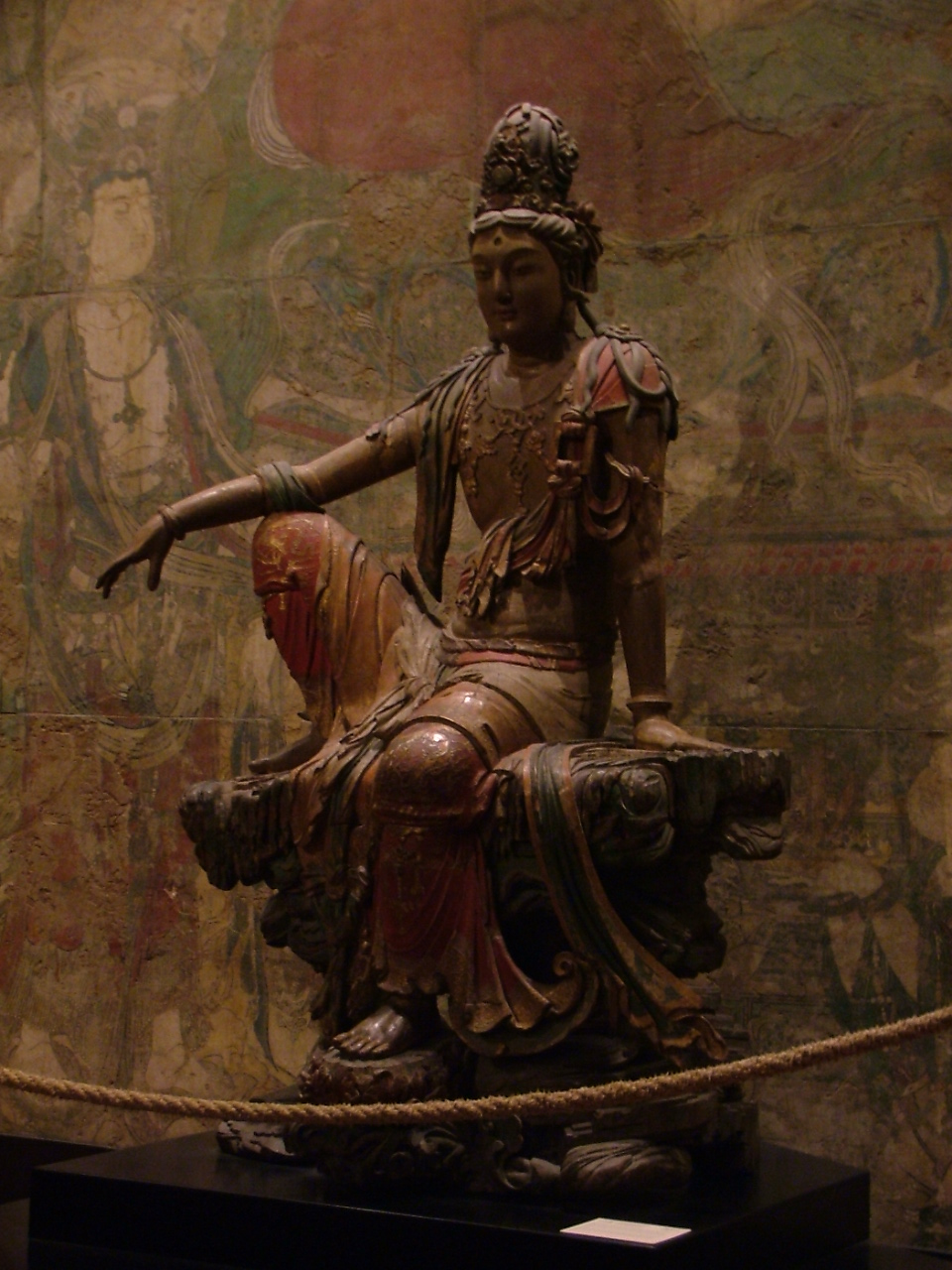
Statuie policromă a lui Guan Yin, sculptată din lemn, Dinastia Liao, provincia Shanxi, China, (907-1125)

În timpul secolului al XI-lea, rivalitățile politice i-au divizat profund pe membrii curții, din pricina abordărilor diferite ale ministrilor, dar și din cauza opiniilor și a politicilor privind gestionarea complexei societăți Song și a înfloritoarei economii. Cancelarul idealist Fan Zhongyan (989-1052) a fost primul care a primit o reacție politică acidă, când a încercat să facă reforme în îmbunătățirea sistemului de recrutare a funcționarilor, majorarea salariilor pentru funcționarii minori, și de stabilire a programelor de sponsorizare, pentru a permite unei game mai largi de oameni să fie bine educați și eligibili pentru slujbe la stat. După ce Fan a fost forțat să demisioneze din funcția ocupată, Wang Anshi (1021-1086) a devenit cancelar al curții imperiale. Cu sprijinul împăratului Shenzong (1067-1085), Wang Anshi a criticat aspru sistemul de învățământ și birocrația de stat. Încercând să rezolve ceea ce el a văzut drept corupție de stat și neglijență, Wang a implementat o serie de reforme numite Noile Politici. Acestea implicau impozitul funciar, stabilirea unor monopoluri de stat, sprijinirea milițiilor locale și crearea unor standarde mai ridicate de examinare imperială, pentru a face mai facilă admiterea birocraților iscusiți. Reformele au dus la apariția de facțiuni politice la curte. Grupului Noilor Politici (Xin Fa) al lui Wang Anshi, cunoscut sub numele de „Reformiști”, i s-au opus miniștrii din facțiunea „conservatoare”, condusă de istoricul și cancelarul Sima Guang (1019–1086). Când câte o facțiune lua locul alteia la majoritatea pozițiilor de miniștri de la curte, oficialii rivali erau degradați și exilați, trimiși să guverneze regiuni îndepărtate, de la frontierele Imperiului. Una dintre cele mai proeminente victime ale rivalităților politice a fost celebrul poet și om de stat Su Shi (1037-1101), care a fost închis și în cele din urmă exilat, deoarece a criticat reformele lui Wang.
În timp ce guvernul central Song a rămas divizat politic și s-a concentrat pe treburile interne, noile evenimente alarmante din nord, din statul Liao, au ajuns în cele din urmă în atenția politicienilor curții. Jurchenii, un trib vasal al Imperiului Liao, s-a răsculat împotriva kitanilor și au format propriul lor stat, dinastia Jin (1115-1234) . Oficialul Song Tong Guan (1054-1126) l-a sfătuit pe împăratul Huizong (1100-1125) să formeze o alianță cu jurchenii, iar campaniile militare comune au răsturnat și au cucerit dinastia Liao până în 1125. Jurchenii au observat însă prestația slabă și slăbiciunea militară a armatei Songului; aceștia au rupt imediat alianța cu Dinastia Song, lansând o invazie a teritoriului chinez în 1125 și alta în 1127. În aceasta din urmă, ei au capturat nu numai capitala dinastiei, Kaifeng, dar și pe împăratul emerit Huizong, pe succesorul său Qinzong și cea mai mare parte a curții imperiale. Acest incident a avut loc în anul Jingkang (chineză: 靖康) și este cunoscut sub numele de Umilința de Jingkang (chineză: 靖康 之耻). Forțele Song rămase s-au regrupat sub autoproclamatul împărat Gaozong (1127-1162), s-au retras la sud de fluviul Yangtze și au stabilit o nouă capitală a dinastiei Song, Lin'an (Hangzhou-ul modern). Cucerirea jurchenă a nordului Chinei și mutarea capitalei de la Kaifeng la Lin'an au fost linia de demarcație între Dinastia Song de Nord și Dinastia Song de Sud.

### Song de Sud — 1127–1279

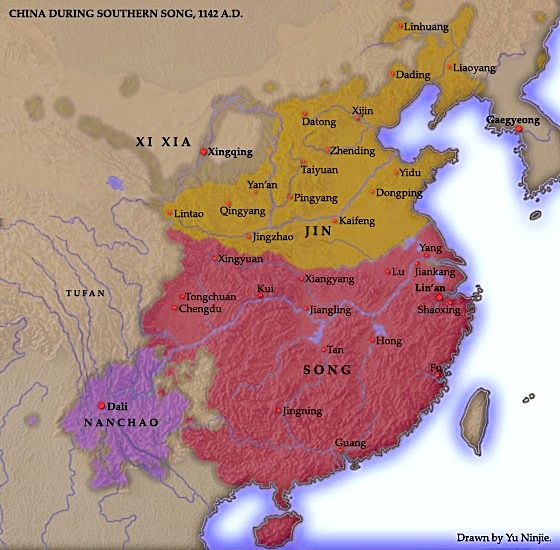
Imperiul Song de Sud în 1142

Deși slăbit și „împins” la sud de râul Huai, Song de Sud a găsit noi modalități de a-și stimula puternica economie și de a-și apăra propriul stat împotriva dinastiei Jin. Armata avea militari de înaltă calificare, cum ar fi generalii Yue Fei și Han Shizhong. Guvernul a promovat construcțiile navale și multe proiecte la scară largă pentru îmbunătățirea porturilor, construcția de faruri și depozite portuare, în scopul de a sprijini comerțul maritim internațional, precum și extinderea porturilor internaționale, cum ar fi Quanzhou, Guangzhou și Xiamen, care stăteau la baza comerțului chinez. Pentru a proteja și sprijini multitudinea de nave care navigau în scopuri maritime în Marea Chinei de Est și Marea Galbenă (către Coreea și Japonia), Asia de Sud-Est, Oceanul Indian și Marea Roșie, a fost necesară înființarea unei agenții maritime oficiale. Astfel dinastia Song a înființat prima companie maritimă permanentă în 1132, cu sediul la Dinghai. Cu o flotă permanentă, Song de Sud a fost pregătit pentru a face față forțelor navale, de pe fluviul Yangtze, ale Jin-ului în 1161, în bătăliile de la Tangdao și de la Caishi. În timpul acestor lupte marina Song a folosit nave rapide cu roți cu zbaturi iar la bord erau catapulte cu contragreutate ce aruncau grenade umplute cu praf de pușcă. Deși forțele Jin aveau 70.000 de recruți și 600 de nave de război iar Song doar 3.000 de oameni și 120 nave, marina Songului a ieșit victorioasă în ambele lupte datorită puterii distructive a grenadelor și a atacurilor rapide ale navelor.

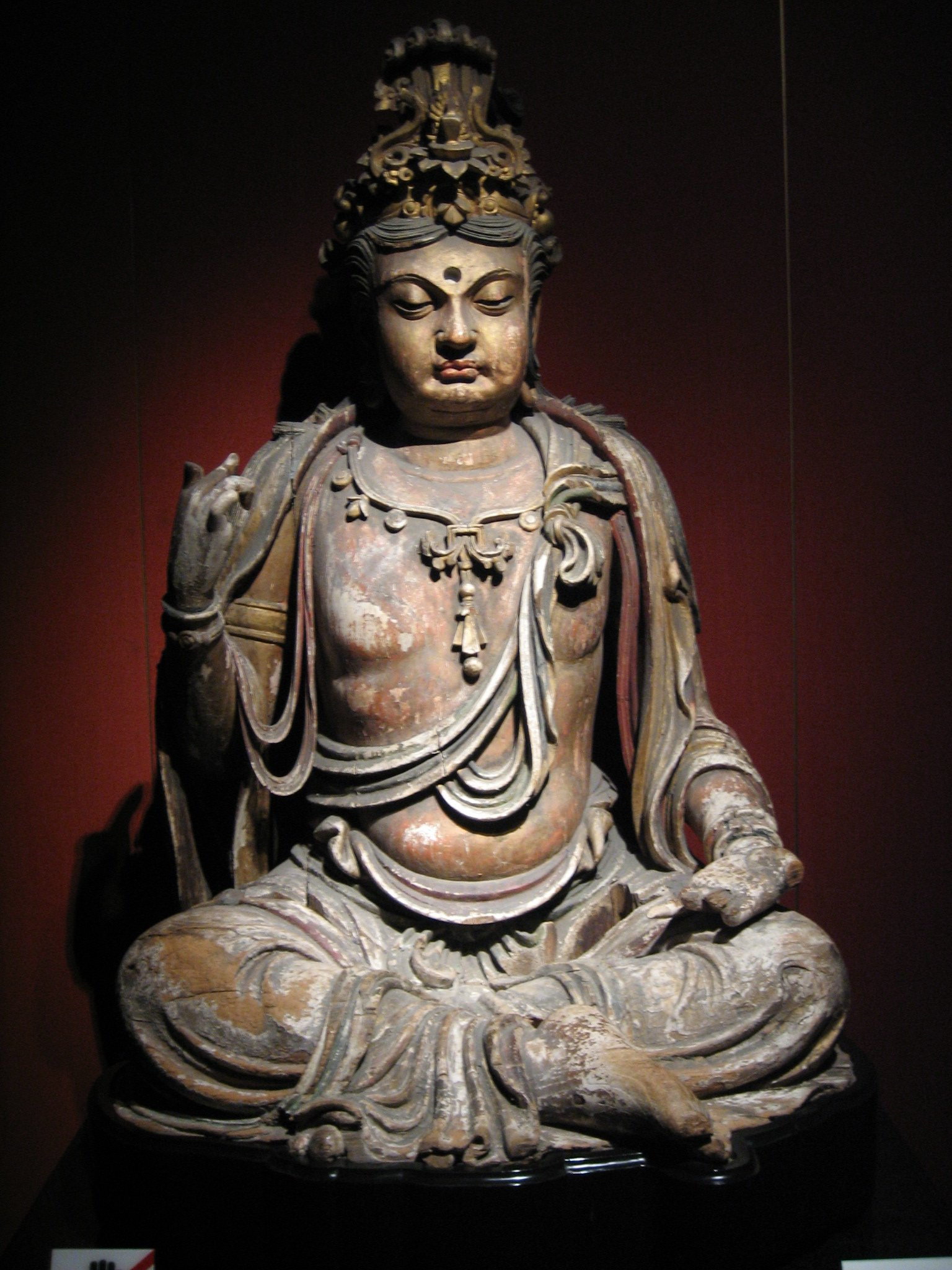
O statuie a unui Bodhisattva așezat, din lemn, Dinastia Jin (1115-1234)

Forța armatei s-a evidențiat puternic după aceea. La doar un secol după înființare, Marina putea conta deja pe 52.000 de marinari. Pentru a finanța aceste proiecte, guvernul Song a confiscat porțiuni din pământurile deținute de către nobilime, ceea ce a cauzat pierderea loialității și divergențe între unii membri conducători ai societății Song, dar care nu au blocat pregătirile de apărare ale Imperiului. Aspectele financiare au fost agravate de faptul că multe familii bogate, proprietare de pământ — unele dintre ele având membri care lucrau ca oficiali guvernamentali — își utilizau conexiunile sociale în scopul de a obține scutiri fiscale.
Deși dinastia Song a fost în măsură să frâneze Dinastia Jin, un nou inamic, însemnat, a venit la putere peste stepele, deșerturile și câmpiile de la nord de Jin. Mongolii, conduși de Genghis Han (d. 1206-1227), au invadat inițial dinastia Jin, în 1205 și 1209, angajându-se în mari raiduri în afara granițelor sale, iar în 1211 au strâns o enormă armată pentru a invada Jinul. Dinastia Jin a fost forțată să se supună și să plătească tribut mongolilor, ca vasali, dar atunci când Jin a mutat brusc capitala de la Beijing la Kaifeng, mongolii au socotit acest lucru ca pe o revoltă. Sub conducerea lui Ögedei Khan (d.1229 -1241), atât dinastia Jin cât și dinastia Xia de Vest au fost cucerite de către forțele mongole. Mongolii au invadat și Coreea, Califatul Abbasid din Orientul Mijlociu, și Rusia Kieveană. 
Mongolii au fost la un moment dat aliați cu Song, dar această alianță a fost ruptă atunci când Songul a recucerit fostele capitale imperiale: Kaifeng, Luoyang și Chang'an, la prăbușirea dinastiei Jin. Liderul mongol Möngke Khan a condus o campanie împotriva Songului în 1259, dar a murit la 11 august în timpul bătăliei de la Cetatea Diaoyu în Chongqing. Moartea hanului Möngke și criza de succesiune ce a urmat, l-a determinat pe Hulagu Han să retragă cea mai mare parte a forțelor mongole din Orientul Mijlociu, unde era pregătit să lupte împotriva mamelucilor egipteni (care i-au învins pe mongolii rămași la Ain Jalut). Deși Hulagu a fost aliat cu Kublai Khan, forțele sale au fost în imposibilitatea de a sprijini atacul împotriva Songului, din cauza războiului lui Hulagu cu Hoarda de Aur.
Kublai a continuat asaltul împotriva Songului, câștigând un punct de sprijin temporar pe malul sudic al fluviului Yangtze. Kublai făcut pregătiri pentru capturarea Ezhoului, dar un război civil în curs, cu fratele său, Ariq Böke — un pretendent rival la titlul de Han Mongol — l-a silit pe Kublai să se mute cu cea mai mare parte a forțelor sale înapoi înspre nord. În absența lui Kublai, forțelor Song li s-a comandat, de către cancelarul Jia Sidao, să întreprindă un atac oportun, reușind să împingă forțele mongole înapoi înspre malurile nordice ale Yangtzeului. Au mai fost mici ciocniri de frontieră până în 1265, când Kublai a câștigat o bătălie importantă în Sichuan. Din 1268 până în 1273 Kublai a blocat fluviul Yangtze cu marina sa și a asediat Xiangyangul, ultimul obstacol în drumul său de invadare a bogatului bazin al fluviului Yangtze. Kublai a proclamat oficial dinastia Yuan în 1271. În 1275, o armată Song de 130.000 de trupe, sub cancelarul Jia Sidao, a fost învinsă de către nou-numitul comandant șef al lui Kublai, generalul Bayan. În 1276, cea mai mare parte a teritoriului Songului a fost capturată de forțele Yuan. În bătălia de la Yamen din delta râului Perlei, în 1279, armata Yuan, condusă de generalul Zhang Hongfan, a zdrobit în cele din urmă rezistența Dinastiei Song. Ultimul monarh rămas, în vârstă de 8 ani, împăratul Huaizong al Songului, s-a sinucis, împreună cu prim-ministrul Lu Xiufu și cu 800 de membri ai clanului imperial. La ordinele lui Kublai, îndeplinite de comandantul Bayan, restul fostei familii imperiale a fost cruțată, detronatul împărat Gong a fost degradat, fiindu-i acordat titlul de „Duce de Ying”, dar în cele din urmă a fost exilat în Tibet, unde a dus o viața de călugăr. Fostul împărat a fost, în cele din urmă, forțat să se sinucidă, în conformitate cu ordinele stră-stră nepotului lui Kublai, Gegeen Han, de teamă că împăratul Gong ar organiza o lovitură de stat pentru a-și restabili domnia.

### Împărații Dinastiei Song

#### Song de Nord, 960–1127
*Apăsați „arată” pentru extinderea tabelului, sau „ascunde”, pentru ascunderea sa
| Portret | Numele de la templu Miào Hào 廟號 | Numele postum Shi Hao 諡號                                                                    | Numele de naștere                                                        | Perioada de domnie | Numele erelor (Nian Hao 年號) și a perioadelor lor |
| ------- | --------------------------------- | --------------------------------------------------------------------------------------------- | ------------------------------------------------------------------------ | ------------------ | --- |
|         | Taizu (太祖 Tàizǔ)                | prea lung, de aceea, nu este niciodată utilizat atunci când se face referire la acest împărat | Zhao Kuangyin (趙匡胤 Zhào Kuāngyìn)                                     | 960–976            | - Jianlong (建隆 Jiànlóng) 960–963 - Qiande (乾德 Qiándé) 963–968 - Kaibao (開寶 Kāibǎo) 968–976 |
|         | Taizong (太宗 Tàizōng)            | prea lung, de aceea, nu este niciodată utilizat atunci când se face referire la acest împărat | Zhao Kuangyi (趙匡義 Zhào Kuāngyì) or Zhao Guangyi (趙光義 Zhào Guāngyì) | 976–997            | - Taipingxingguo (太平興國 Tàipíngxīngguó) 976–984 - Yongxi (雍熙 Yōngxī) 984–988 - Duangong (端拱 Duāngǒng) 988–989 - Chunhua (淳化 Chúnhuà) 990–994 - Zhidao (至道 Zhìdào) 995–997 |
|         | Zhenzong (真宗 Zhēnzōng)          | prea lung, de aceea, nu este niciodată utilizat atunci când se face referire la acest împărat | Zhao Heng (趙恆 Zhào Héng)                                               | 997–1022           | - Xianping (咸平 Xiánpíng) 998–1003 - Jingde (景德 Jǐngdé) 1004–1007 - Dazhongxiangfu (大中祥符 Dàzhōngxiángfú) 1008–1016 - Tianxi (天禧 Tiānxǐ) 1017–1021 - Qianxing (乾興 Qiánxīng) 1022 |
|         | Renzong (仁宗 Rénzōng)            | prea lung, de aceea, nu este niciodată utilizat atunci când se face referire la acest împărat | Zhao Zhen (趙禎 Zhào Zhēn)                                               | 1022–1063          | - Tiansheng (天聖 Tiānshèng) 1023–1032 - Mingdao (明道 Míngdào) 1032–1033 - Jingyou (景祐 Jǐngyòu) 1034–1038 - Baoyuan (寶元 Bǎoyuán) 1038–1040 - Kangding (康定 Kāngdìng) 1040–1041 - Qingli (慶曆 Qìnglì) 1041–1048 - Huangyou (皇祐 Huángyòu) 1049–1053 - Zhihe (至和 Zhìhé) 1054–1056 - Jiayou (嘉祐 Jiāyòu) 1056–1063 |
|         | Yingzong (英宗 Yīngzōng)          | prea lung, de aceea, nu este niciodată utilizat atunci când se face referire la acest împărat | Zhao Shu (趙曙 Zhào Shù)                                                 | 1063–1067          | - Zhiping (治平 Zhìpíng) 1064–1067 |
|         | Shenzong (神宗 Shénzōng)          | prea lung, de aceea, nu este niciodată utilizat atunci când se face referire la acest împărat | Zhao Xu (趙頊 Zhào Xū)                                                   | 1067–1085          | - Xining (熙寧 Xīníng) 1068–1077 - Yuanfeng (元豐 Yuánfēng) 1078–1085 |
|         | Zhezong (哲宗 Zhézōng)            | prea lung, de aceea, nu este niciodată utilizat atunci când se face referire la acest împărat | Zhao Xu (趙煦 Zhào Xǔ)                                                   | 1085–1100          | - Yuanyou (元祐 Yuányòu) 1086–1093 - Shaosheng (紹聖 Shàoshèng) 1094–1098 - Yuanfu (元符 Yuánfú) 1098–1100 |
|         | Huizong (徽宗 Huīzōng)            | prea lung, de aceea, nu este niciodată utilizat atunci când se face referire la acest împărat | Zhao Ji (趙佶 Zhào Jí)                                                   | 1100–1125          | - Jianzhongjingguo (建中靖國 Jiànzhōngjìngguó) 1101 - Chongning (崇寧 Chóngníng) 1102–1106 - Daguan (大觀 Dàguān) 1107–1110 - Zhenghe (政和 Zhènghé) 1111–1118 - Chonghe (重和 Chónghé) 1118 - Xuanhe (宣和 Xuānhé) 1119–1125                                                                                              |
|         | Qinzong (欽宗 Qīnzōng)            | prea lung, de aceea, nu este niciodată utilizat atunci când se face referire la acest împărat | Zhao Huan (趙桓 Zhào Huán)                                               | 1126–1127          | - Jingkang (靖康 Jìngkāng) 1125–1127 |

#### Song de Sud, 1127–1279
| Portret | Numele de la Templu Miào Hào 廟號 | Numele postum Shi Hao 諡號                                                                                        | Numele de naștere          | Perioda de domnie | Numele erelor (Nian Hao 年號) și a perioadelor lor |
| ------- | --------------------------------- | --- | -------------------------- | ----------------- | --- |
|         | Gaozong (高宗 Gāozōng)            | Shòumìng Zhōngxīng Quángōng Zhìdé Shèngshén Wǔwén Zhāorén Xiànxiào Huángdì (受命中興全功至德聖神武文昭仁憲孝皇帝) | Zhao Gou (趙構 Zhào Gòu)   | 1127–1162         | - Jingyan (靖炎 Jìngyán) 1127–1130 - Shaoxing (紹興 Shàoxīng) 1131–1162 |
|         | Xiaozong (孝宗 Xiàozōng)          | Shàotǒng Tóngdào Guāndé Zhāogōng Zhéwén Shénwǔ Míngshèng Chéngxiào Huángdì (紹統同道冠德昭功哲文神武明聖成孝皇帝) | Zhao Shen (趙昚 Zhào Shèn) | 1162–1189         | - Longxing (隆興 Lóngxīng) 1163–1164 - Qiandao (乾道 Qiándào) 1165–1173 - Chunxi (淳熙 Chúnxī) 1174–1189 |
|         | Guangzong (光宗 Guāngzōng)        | Xúndào Xiànrén Mínggōng Màodé Wēnshùn Wǔshèng Zhécí Xiào Huángdì (循道憲仁明功茂德溫文順武聖哲慈孝皇帝)           | Zhao Dun (趙惇 Zhào Dūn)   | 1189–1194         | - Shaoxi (紹熙 Shàoxī) 1190–1194 |
|         | Ningzong (寧宗 Níngzōng)          | Fǎtiān Bèidào Chúnquán Démào Gōngrén Wénzhé Wǔshèng Ruìgōng Xiào Huángdì (法天備道純德茂功仁文哲武聖睿恭孝皇帝)   | Zhao Kuo (趙擴 Zhào Kuó)   | 1194–1224         | - Qingyuan (慶元 Qìngyuán) 1195–1200 - Jiatai (嘉泰 Jiātài) 1201–1204 - Kaixi (開禧 Kāixǐ) 1205–1207 - Jiading (嘉定 Jiādìng) 1208–1224 |
|         | Lizong (理宗 Lǐzōng)              | Jiàndào Bèidé Dàgōng Fùxīng Lièwén Rénwǔ Shèngmíng Ān Xiào Huángdì (建道備德大功復興烈文仁武聖明安孝皇帝)         | Zhao Yun (趙昀 Zhào Yún)   | 1224–1264         | - Baoqing (寶慶 Bǎoqìng) 1225–1227 - Shaoding (紹定 Shàodìng) 1228–1233 - Duanping (端平 Duānpíng) 1234–1236 - Jiaxi (嘉熙 Jiāxī) 1237–1240 - Chunyou (淳祐 Chúnyòu) 1241–1252 - Baoyou (寶祐 Bǎoyòu) 1253–1258 - Kaiqing (開慶 Kāiqìng) 1259 - Jingding (景定 Jǐngdìng) 1260–1264 |
|         | Duzong (度宗 Dùzōng)              | Duānwén Míngwǔ Jǐng Xiào Huángdì (端文明武景孝皇帝)                                                               | Zhao Qi (趙祺 Zhào Qí)     | 1264–1274         | - Xianchun (咸淳 Xiánchún) 1265–1274 |
|         | Gongzong (恭宗 Gōngzōng)          | Xiàogōng Yìshèng Huángdì (孝恭懿圣皇帝)                                                                           | Zhao Xian (趙顯 Zhào Xiǎn) | 1275              | - Deyou (德祐 Déyòu) 1275–1276 |
|         | Duanzong (端宗 Duānxōng)          | Yùwén Zhāowǔ Mǐn Xiào (裕文昭武愍孝皇帝)                                                                          | Zhao Shi (趙昰 Zhào Shì)   | 1276–1278         | - Jingyan (景炎 Jǐngyán) 1276–1278 |
|         | Huaizong (懷宗)                   | Gōng Wén Níng Wǔ Āi Xiào Huángdì (恭文寧武哀孝皇帝)                                                               | Zhao Bing (趙昺 Zhào Bǐng) | 1278–1279         | - Xiangxing (祥興 Xiángxīng) 1278–1279 |

## Societate și cultură

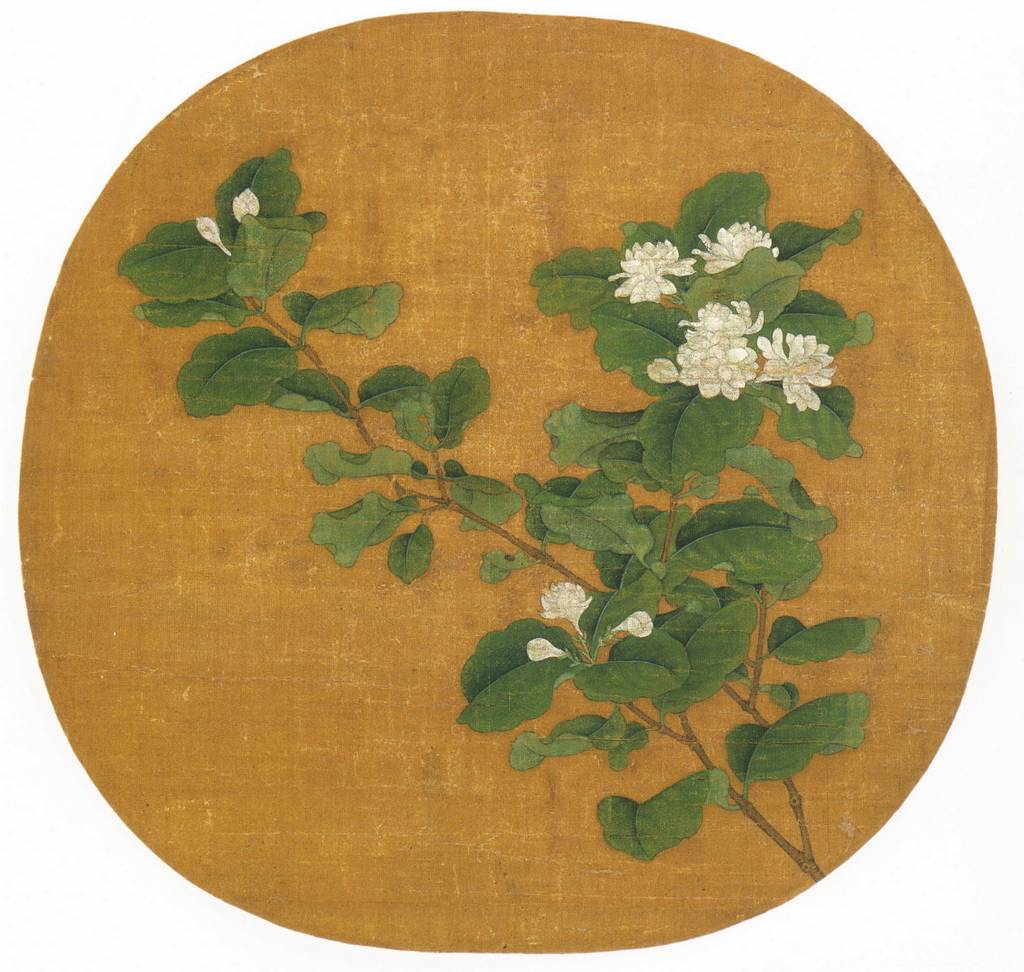
„Alba ramură de iasomie”, Pictură de la începutul 12-lea, mici tablouri în stil de albume rotunde ce captează în mod realis scene din natură erau foarte populare în perioada Song de Sud.

Dinastia Song a fost o epocă de sofisticare administrativă și de organizare socială complexă. În această perioadă unele dintre cele mai mari orașe din lume erau în China, (Kaifeng și Hangzhou au avut o populație de peste un milion de locuitori). Oamenii se binedispuneau în diversele cluburi sociale și spațiile de divertisment din orașe, au existat multe școli și temple pentru a oferi oamenilor o educație și servicii religioase. Guvernul Song a sprijinit mai multe forme de programe de asistență socială, inclusiv înființarea de cămine de bătrâni, clinici publice, precum și cimitire pentru săraci. Dinastia Song a sprijinit un amplu serviciu poștal pentru a asigura o comunicare rapidă în întreg imperiul, fiind modelat după cel din fosta dinastie Han (202 î.Hr. - 220 d.Hr. ). Guvernul central a angajat mii de lucrători poștali de diferite ranguri și a creat posturi pentru a furniza servicii pentru oficiile poștale și marile stații poștale. În zonele rurale, țăranii cultivatori fie dețineau în proprietatea pământul cultivat de ei, fie plăteau chirii în calitate de arendași, sau au fost iobagi pe moșiile mari.
Deși femeile aveau un nivel social mai mic decât barbații (în conformitate cu etica lui Confucius), s-au bucurat de multe privilegii sociale și juridice și dețineau putere considerabilă în familie și în propriile întreprinderi mici. Întrucât societatea Song a devenit din ce în ce mai prosperă, părinții din partea miresei puteau oferi o zestre mai mare pentru căsătorie și femeile, în mod natural, au câștigat mai multe drepturi legale în deținerea de proprietăți. În anumite circumstanțe, o fiică necăsătorită, fără frați sau un supraviețuitor, mama fără fii, putea moșteni o jumătate din cota tatălui ei din proprietatea familială nedivizată. Au fost mai multe femei notabile și bine-educațe și a fost o practică comună pentru ele să-și educe fii în perioada timpurie a tinereții lor. Mama omului de știință, general, diplomat și omului de stat, Shen Kuo, l-a învățat pe acesta strategiile militare esențiale. Au fost, de asemenea, femei scriitoare și poete excepționale, cum ar fi Li Qingzhao (1084-1151), care a devenit celebră chiar în timpul vietii ei.

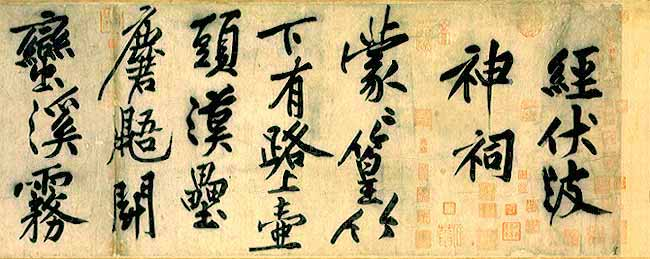
Caligrafia lui Huang Tingjian (1045-1105), un caligraf renumit și amic al lui Su Shi

Religia în China, în această perioadă, a avut un mare efect asupra vieții oamenilor, a credințelor și a activităților de zi cu zi, iar literatura chineză de spiritualitate era populară. Cele mai importante zeități din taoism si budism, spiritele ancestrale, și multe zeități din Religia tradițională chineză erau venerate cu jertfe de sacrificiu. Tansen Sen afirmă că mai mulți călugări budiști din India au călătorit în China, în timpul Song, decât în timpul dinastiei anterioare, Tang (618-907). Cu mulți etnici străini care călătoreau prin China, pentru desfășurarea activităților comerciale sau ca rezidenți permanenți, au venit multe religii străine; minoritățile religioase din China includeau: musulmani din Orientul Mijlociu, evrei Kaifeng, și maniheiști persani.
Populația era antrenată într-o viață socială și domestică vibrantă, aceasta se bucura de festivaluri publice, precum Festivalul Lanternelor sau Festivalul Qingming. Erau centre de divertisment în orașe, ce ofereau o gamă constantă de distracții. Au existat păpușari, acrobați, actori de teatru, înghițitori de săbii, îmblânzitori de șerpi, povestitori, cântăreți și muzicieni, prostituate; locuri de relaxare (incluzând case de ceai, restaurante și banchete organizate). Populația frecventa, în număr mare, cluburile sociale - existau cluburi de ceai, cluburi de produse alimentare exotice, cluburi de anticariat și de artă de colecție, cluburi de iubitori de cai, cluburi de poezie și cluburi de muzică. Ca și în gătit, gastronomia Song era cunoscută pentru varietatea regională în reprezentarea diferitelor stiluri artistice. Drama teatrală (Opera Chineză) era foarte populară în rândul populației de elită și a audienței generale, deși chineza clasică – nu limba vernaculară - era vorbită de către actorii de pe scenă. Patru cele mai mari teatre dramatice din Kaifeng puteau acomoda un public de câteva mii de oameni, fiecare. Au fost, de asemenea, distracții casnice notabile. Oamenii de acasă se bucurau de activități precum jocurile de table Go sau Xiangqi.

### Examenele pentru serviciul public și nobilimea gentry

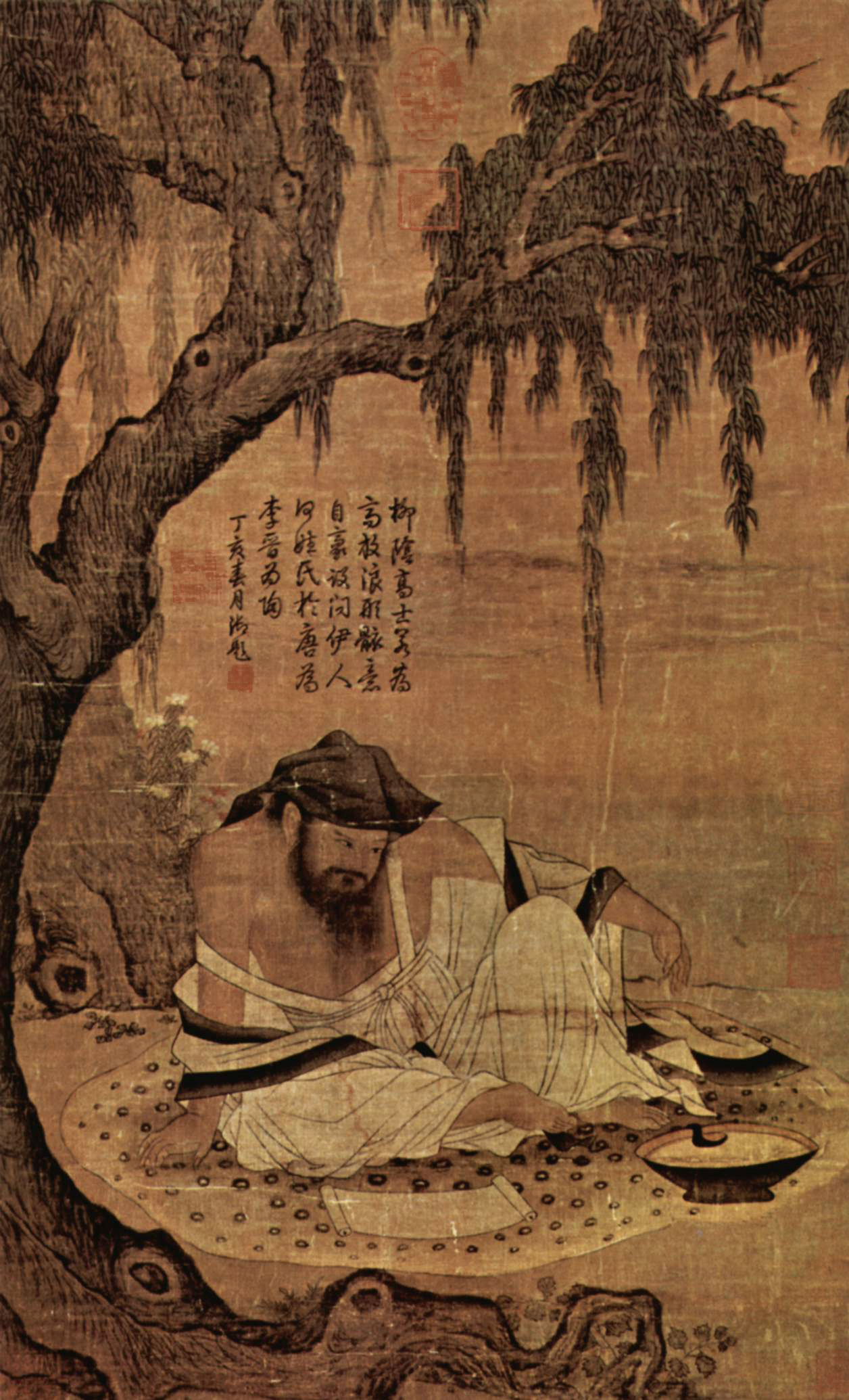
„Eurudit pe o luncă”, pictură chineză din secolul al XI-lea

În această perioadă, un accent mai mare a fost pus pe sistemul de recrutare al funcționarilor, pentru serviciul public; acest lucru bazându-se pe gradele dobândite prin concurs, într-un efort de a selecta persoanele cele mai capabile de guvernare. Selectarea oamenilor pentru oficii pe baza meritelor dovedite, a fost o idee veche în China. Sistemul de servicii publice a devenit instituționalizat, la o scară mică în timpul dinastiilor Sui și Tang, dar în perioada Song a devenit, practic, singurul mijloc de a recruta oficiali în guvern. Apariția pe scară largă a printărilor a dus la o circulație abundentă a învățăturilor lui Confucius și la educarea a tot mai mulți candidați eligibili la examen. Acest lucru poate fi văzut în numărul de participanți de la examenul de nivel scăzut, al prefecturii, urcând de la 30.000 de candidați anual, la începutul secolului al XI-lea, la 400.000 de candidați în secolul al XIII-lea. Serviciul public și sistemul de examinare au permis o mai bună meritocrație, mobilitate socială și egalitate în competiție, pentru cei care doreau să acceadă la un post oficial în guvern. 
Folosind statistici de stat, colectate de Song, Edward A. Kracke, Sudō Yoshiyuki și Ho Ping-ti susțin ipoteza că, pur și simplu, având un tată, bunic, sau stră-bunic, care a servit ca și funcționar de stat, nu garanta că cineva ar obține același nivel de autoritate. Robert Hartwell și Robert P. Hymes au criticat însă acest model, afirmând că pune prea mult accentul pe rolul familiei nucleare și arată doar trei ascendenți paterni de candidați la examen, în timp ce ignoră realitatea demografică din Song China, proporția semnificativă de bărbați din fiecare generație, care nu au avut niciun fiu care să le fi supraviețuit și rolul familiei extinse. Mulți s-au considerat dezavantajați de ceea ce au vazut ca un sistem birocratic care favoriza clasa deținătorilor de pămant (gentry), de moment ce ei își puteau permite, financiar, cea mai bună educație. Unul dintre cei mai mari critici literari ai acestui sistem a fost oficialul și celebrul poet Su Shi. Cu toate acestea, Su a fost un produs al vremurilor sale, întrucât identitatea, obiceiurile și atitudinile funcționarilor-cărturari au devenit mai puțin aristocratice și mai birocratice odată cu trecerea timpului de la Tang la Song. La începutul dinastiei, posturile din guvern erau deținute, în mod disproporționat, de cele două grupuri sociale de elita: o elită fondatoare care a avut legături cu împăratul fondator și o elită de tehnocrați, semi-ereditară, care își folosea statutul, deținut de mult timp, de clan, legăturile de familie și alianțele de căsătorie, pentru a-și asigura numiri oficiale. Pe la sfârșitul secolului al XI-lea elita fondatoare a devenit caduce, în timp ce partizanatul politic și factionalismul de la curte au subminat strategiile de căsătorie ale elitei tehnocrate, desființând acest distins grup social și fiind înlocuit de o multitudine de familii din nobilimea gentry, de moșieri și bogătași agrari.

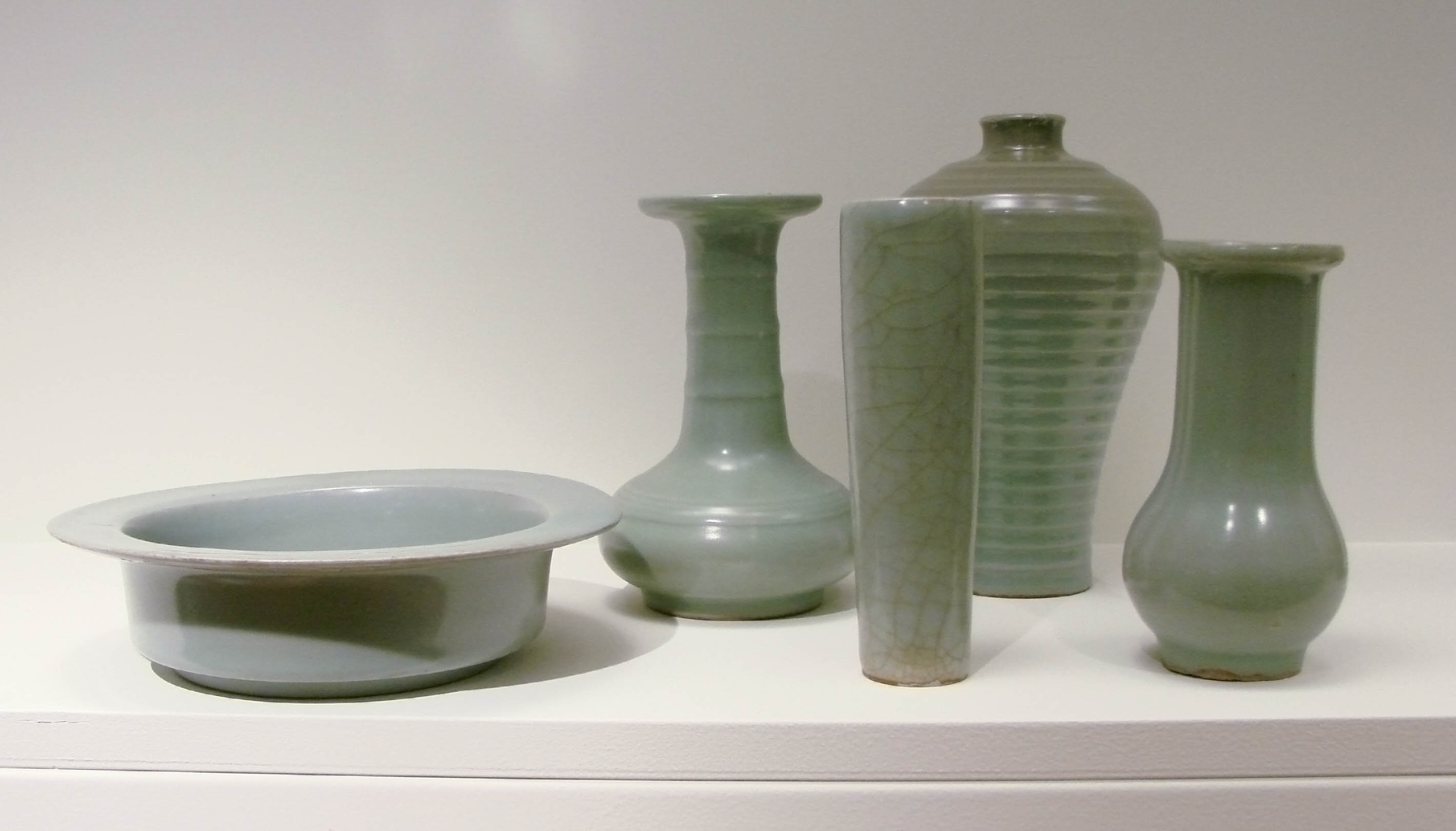
Celadon de Longquan din Zhejiang, secolul XIII

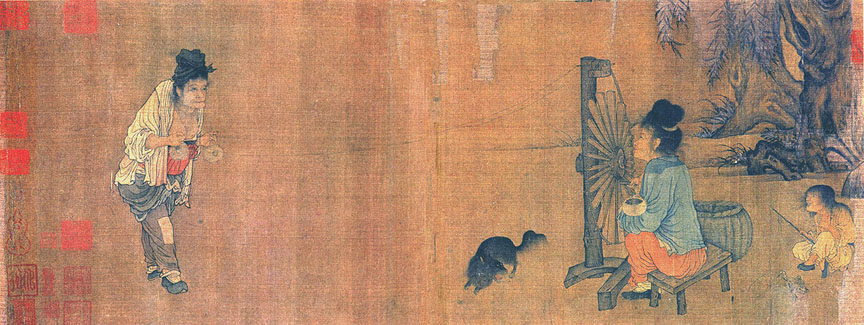
„Roata de tors”, un tablou creat de artistul Wang Juzheng, Song de Nord, este una dintre cele mai vechi reprezentări ale acestei invenții

Datorită creșterii semnificative a populației Chinei și a numărului limitat al corpului de funcționari-cărturari acceptați (erau aproximativ 20.000 de funcționari activi în timpul perioadei Song), o mare parte din clasa gentry educată prelua problemele birocratice, de bază, de la nivelul local. Excluzând funcționarii-cărturari din Birouri, această clasă socială de elită era formată din candidații la examen, absolvenți de examen, cărora încă nu li se atribuiseră un post de funcționar, tutori locali și funcționarii pensionați. Acești oameni învățați, absolvenți și elitele locale supravegheau birocrația locală și sponsorizau facilitățile necesare comunităților locale; orice magistrat local, numit în funcție de către guvern, se baza pe cooperarea a mai multor, sau mai puține, astfel de elite gentry locale. De exemplu, guvernul Song - excluzând guvernul educațional- reformist al împăratului Huizong - a folosit o cantitate mică din veniturile de stat pentru a susține școlile prefecturilor și ale comitatelor, în schimb, cea mai mare parte a fondurilor pentru școli au fost alocate din finanțări private. Acest rol limitat al oficialilor guvernamentali a fost o abatere de la practica fostei Dinastii Tang (618-907), când guvernul reglementa în mod strict piețele comerciale și afacerile locale; în Song, guvernul s-a abținut, în mare masură, să reglementeze comerțul și s-a bazat pe masa nobilimii locale pentru îndeplinirea sarcinilor necesare comunităților lor.
Mica nobilime gentry s-a distins în societate prin preocupările intelectuale și de anticariat, în timp ce casele proeminenților deținători de pămant atrăgeau o varietate de curteni, inclusiv artizani, artiști, tutori și animatori. În ciuda disprețului față de negoțuri, comerț și clasa negustorilor, arâtat de către funcționarii-cărturari (datorită nivelului lor ridicat de cultură și a diferențelor de clasă), comercialismul a jucat un rol important în cultura și societatea Song . Un funcționar-cărturar ar fi fost respins de către colegii lui, dacă obținea un venit financiar, altul decât cel din salariul său de oficial. Cu toate acestea, acest lucru nu i-a oprit pe mulți funcționari erudiți să gestioneze relații de afaceri, prin utilizarea de agenți de intermediere.

### Legile, justiția și știința medico-legală

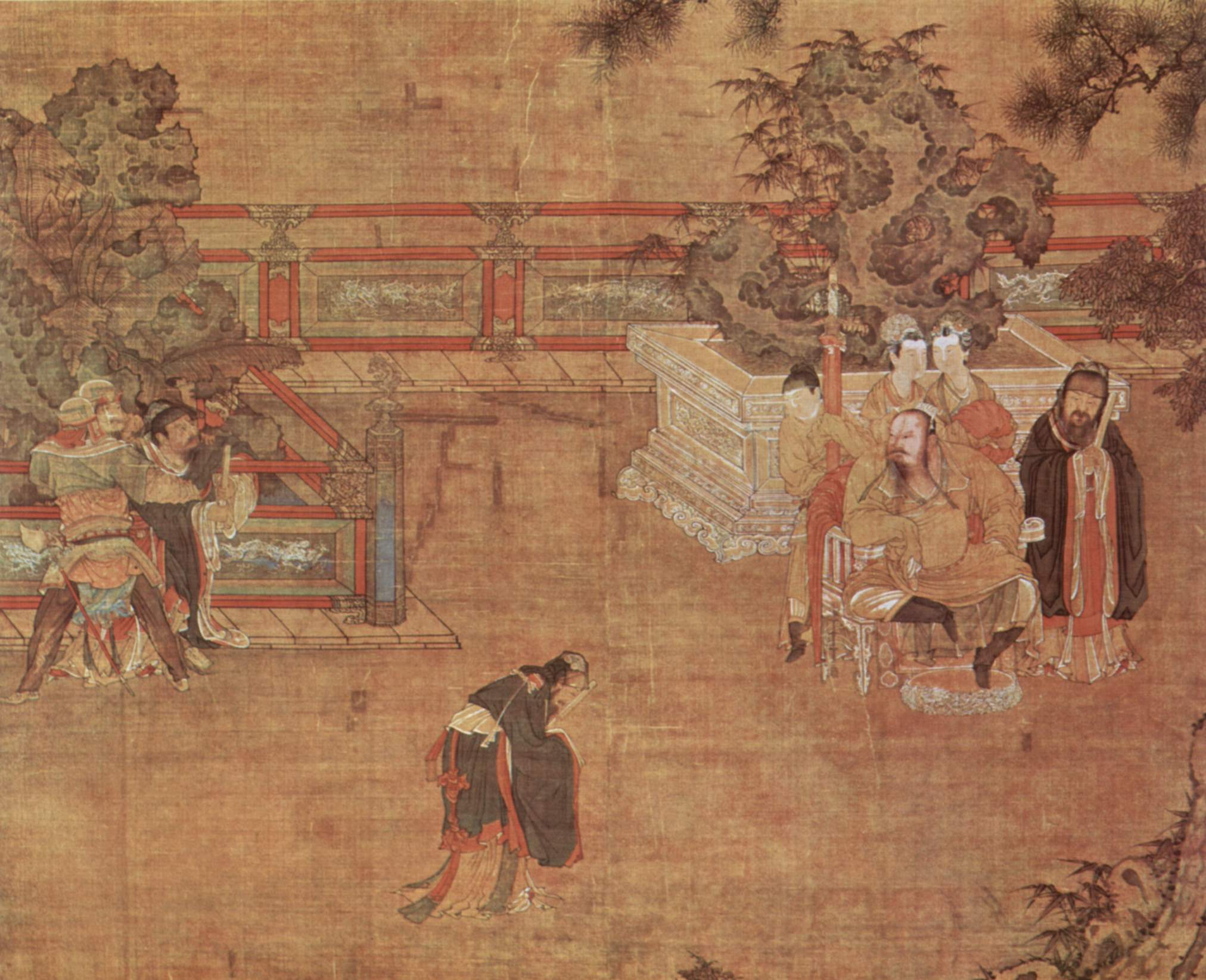
„Balustrada ruptă”, pictură de la începutul secolului XII

Sistemul judiciar Song a păstrat cea mai mare a codului legal al dinastiei Tang, baza legală tradițională chineză până în epoca modernă. Șerifii itineranți mențineau legea și ordinea în jurisdicțiile municipale și, ocazional, se aventurau în mediul rural. Magistrații oficiali supravegheau cazurile în instanțe, dar nu se aștepta de la ei numai să fie cunoscători ai legii scrise, dar și să promoveze moralitatea în societate. Magistrații, cum ar fi faimosul Bao Qingtian (999-1062), au întruchipat judecătorul drept, care făcea dreptate și niciodată nu își trăda principiile. Judecătorii Song specificau vinovații și/sau complicii la un act infracțional și decideau pedepse în consecință, de multe ori sub forma bătăii o paletă de lemn. Un individ vinovat, sau complice, adus la judecată pentru o infracțiune penală sau civilă, nu era privit ca fiind complet nevinovat până la proba contrarie, în timp ce chiar acuzatorii erau priviți cu un nivel ridicat de suspiciune de către judecător. Având în vedere cheltuielile costisitoare de judecată și întemnițarea imediată a celor acuzați de infracțiuni, oamenii din Song preferau soluționarea litigiilor și a certurilor, în privat, fără intervenția curții de judecată.
Unele eseuri din timpul sec. XI, precum cel al lui Shen Kuo, argumentau împotriva convingerilor tradiționale chineze în anatomie, (cum ar fi argumentul că existau două valve în gât în loc de trei); acest lucru poate a stimulat interesul în autopsierea cadavrelor, în China, în timpul secolului al XII-lea. Medicul și judecătorul cunoscut sub numele de Song Ci (1186-1249) a scris o lucrare de pionierat în știinta medico-legală cu privire la examinarea corpurilor, în scopul de a determina cauza decesului (ștrangulare, otrăvire, înec, lovituri, etc.) și pentru a dovedi dacă decesul rezultase din crimă, sinucidere sau moarte accidentală. Song Ci a subliniat importanța comportamentului corespunzător al legistului în timpul autopsiilor și înregistrarea corectă a anchetei fiecărei autopsii de către birocrați.

### Soldații și metodele de război

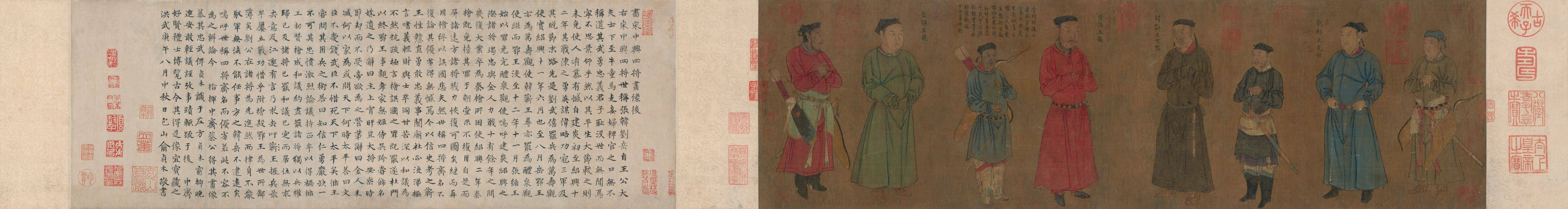
"Patru generali din Zhongxing", pictură a lui Liu Songnian (1174-1224), Dinastia Song de Sud; renumitul generalul Yue Fei (1103-1142) este a doua persoană de la stânga.

Armata Song a fost organizată în așa fel încât să nu amenințe controlul imperial, de multe ori în detrimentul eficienței în război. Consiliul militar al Songului de Nord a operat sub un cancelar, care nu a avut niciun control asupra armatei imperiale. Armata imperială a fost împărțită între trei mareșali, mutual independenți și fiecare răspunzător față de împărat. Deoarece împăratul a condus rareori, personal, campanii, forțelelor Song le-a lipsit unitatea de comandă. Curtea imperială adesea considera că generalii de succes pun în pericol autoritatea imperială, așa ca i-au concediat sau chiar i-au executat (precum pe Li Gang, Yue Fei sau Han Shizhong).
Funcționarii-cărturari priveau militarii ca inferiori din punct de vedere social ierarhic, însă o persoană putea obține un statut și prestigiu în societate, devenind un ofițer militar de rang înalt, prin obținerea de multe bătălii victorioase. La apogeu, armata Song a avut un milion de soldați, împărțită în plutoane militare de 50 de trupe, companii formate din doua plutoane și un batalion format din 500 de soldați. Arbaletrierii erau separați de infanteria comună și plasați în propria lor unitate, întrucât erau combatanți apreciați, lansând în mod eficient săgeți cu foc asupra atacului cavaleriei inamice. Guvernul a fost dornic să sponsorizeze noi modele de arbalete, care puteau trage la distanțe mai mari, în timp ce arbaletrierii au fost, de asemenea, valoroași atunci când erau angajați ca trăgători de rază lungă. Cavaleria Song utiliza o mulțime de arme diferite, inclusiv halebarde, săbii, arcuri, sulițe și „lănci de foc” ce descărcau explozii, de praf de pușcă, de foc și șrapnele.
Strategia și pregătirea militară erau tratate ca științe, care puteau fi studiate și perfecționate; soldaților le erau testate abilitățile de a folosi arme și capacitățile lor atletice. Trupele erau instruite să respecte standardele de semnal pentru a avansa fluturând steagurile și să se oprească la sunetul clopoțeilor și al tobelor.
Marina Song a fost de mare importanță în timpul consolidării imperiului, în secolul al X-lea; în timpul războiului împotriva statului Tang de Sud marina Song a folosit tactici precum apărarea marilor poduri ponton plutitoare pe Yangtze, în scopul de a asigura mișcările de trupe și consumabile. Au existat nave foarte spațioase în dinastia Song, care puteau transporta 1.000 de soldati la bordul lor, în timp ce rapidele nave cu zbaturi au fost privite ca nave de luptă esențiale în orice bătălie navală de succes.
Într-o bătălie din 23 ianuarie 971, numeroasele săgeți de foc trase de către arbaletrierii Song au decimat corpul de elefanți de război ai armatei Han de Sud. Această înfrângere a marcat nu numai eventuala capitulare a Hanului de Sud în fața dinastiei Song, dar, de asemenea, ultima dată când un corp de elefanți de război a fost folosit ca o divizie obișnuită, într-o armată chineză. [ 105 ]
Au fost un total de 347 de tratate militare scrise în perioada Song, așa cum sunt enumerate în textul istoric Song Shi (compilat în 1345). Cu toate acestea, doar puține dintre aceste tratate militare s-au păstrat, cum ar fi Wujing Zongyao scris în 1044. Este prima carte cunoscută pentru enumerarea de formule pentru praful de pușcă, a dat formule adecvate pentru utilizarea a mai multor tipuri diferite de grenade cu praf de pușcă. Aceasta a furnizat, de asemenea, o descriere detaliată și ilustrații de pompe aruncatoare de flacari cu piston dublu, precum și instrucțiuni de întreținere și reparare a componentelor și echipamentelor utilizate în dispozitiv.

### Arta, literatura și filozofia

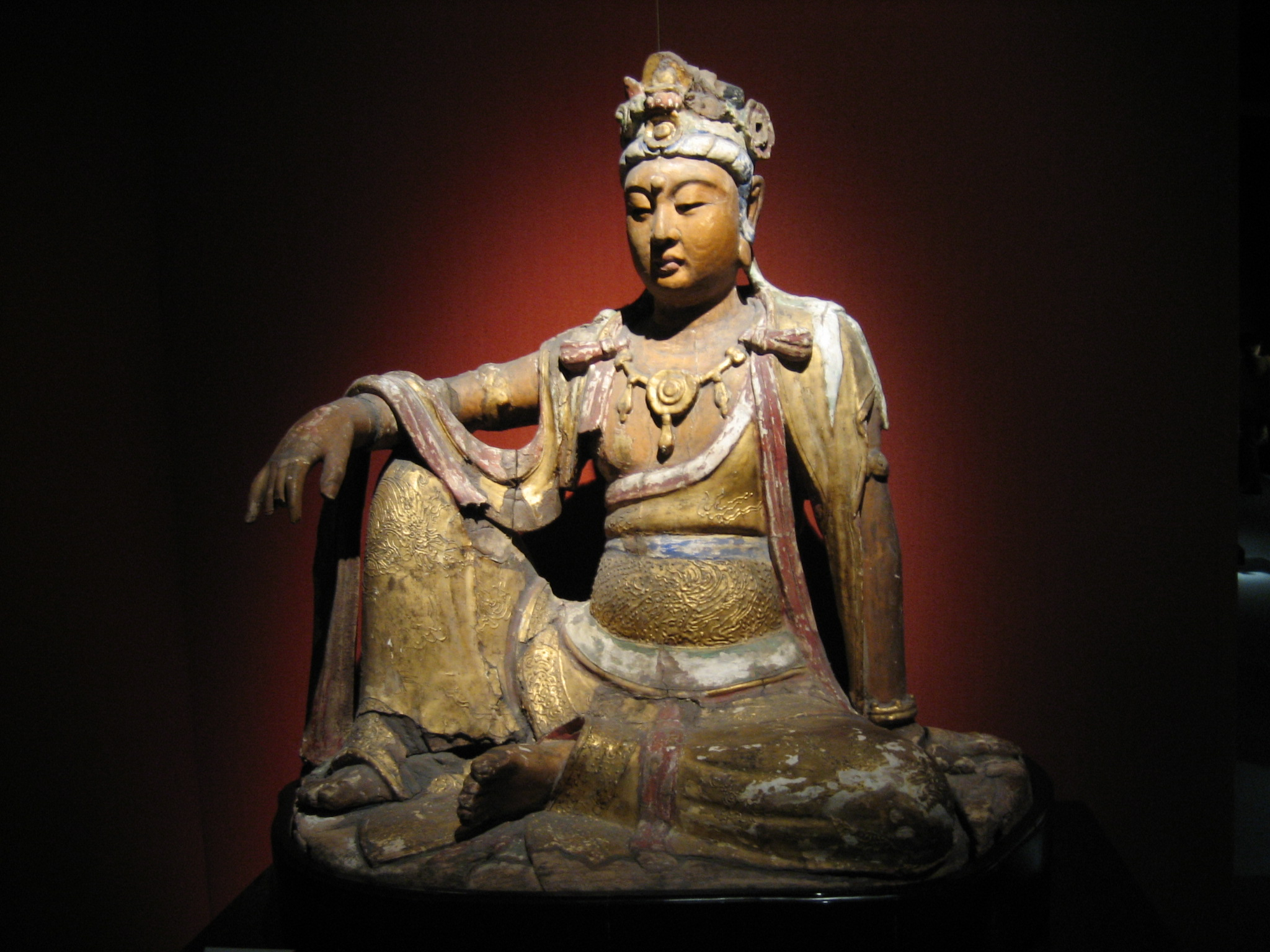
O statuie din lemn a unui Bodhisattva, Dinastia Song (960–1279)

Artele vizuale în timpul dinastiei Song au fost accentuate de noile evoluții, cum ar fi progrese în pictura peisagistică și de portret. Elita gentry s-a implicat în domeniul artelor ca într-o recreere acceptată a unui cultivat funcționar-cărturar, în aceasta fiind incluse pictura, compunerea poeziilor și caligrafia. Poetul și omul de stat Su Shi și asociatul său Mi Fu (1051-1107) s-au bucurat de activitățile de anticariat, de multe ori împrumutând sau cumpărând piese de artă pentru a le studia sau copia. Poezia și literatură au beneficiat de popularitatea în creștere și dezvoltarea formei „ci” de poezie. Volume enciclopedice enorme au fost compilate, cum ar fi lucrări de istoriografie și zeci de tratate pe teme tehnice. Aceasta au inclus textul de istorie universală al lui Zizhi Tongjian, compilat în 1000 de volume scrise cu 9,4 milioane de caractere chinezești. Genul de literatură de călătorie din China a devenit, de asemenea, popular odată cu scrierile geografului Fan Chengda (1126-1193) și lui Su Shi, acesta din urmă a scris „eseul excursie”, cunoscut sub numele de „Consemnare din Muntele Clopotul de Piatră” în care a folosit o scriere convingătoare pentru a argumenta o perspectivă filosofică. Deși o formă timpurie de nomenclator (indice) geografic local a existat în China încă din secolul I, forma maturizată cunoscută sub numele de „Tratatul despre un loc”, sau fangzhi, a înlocuit vechiul „ghid al hărții”, sau tujing, în timpul dinastiei Song.

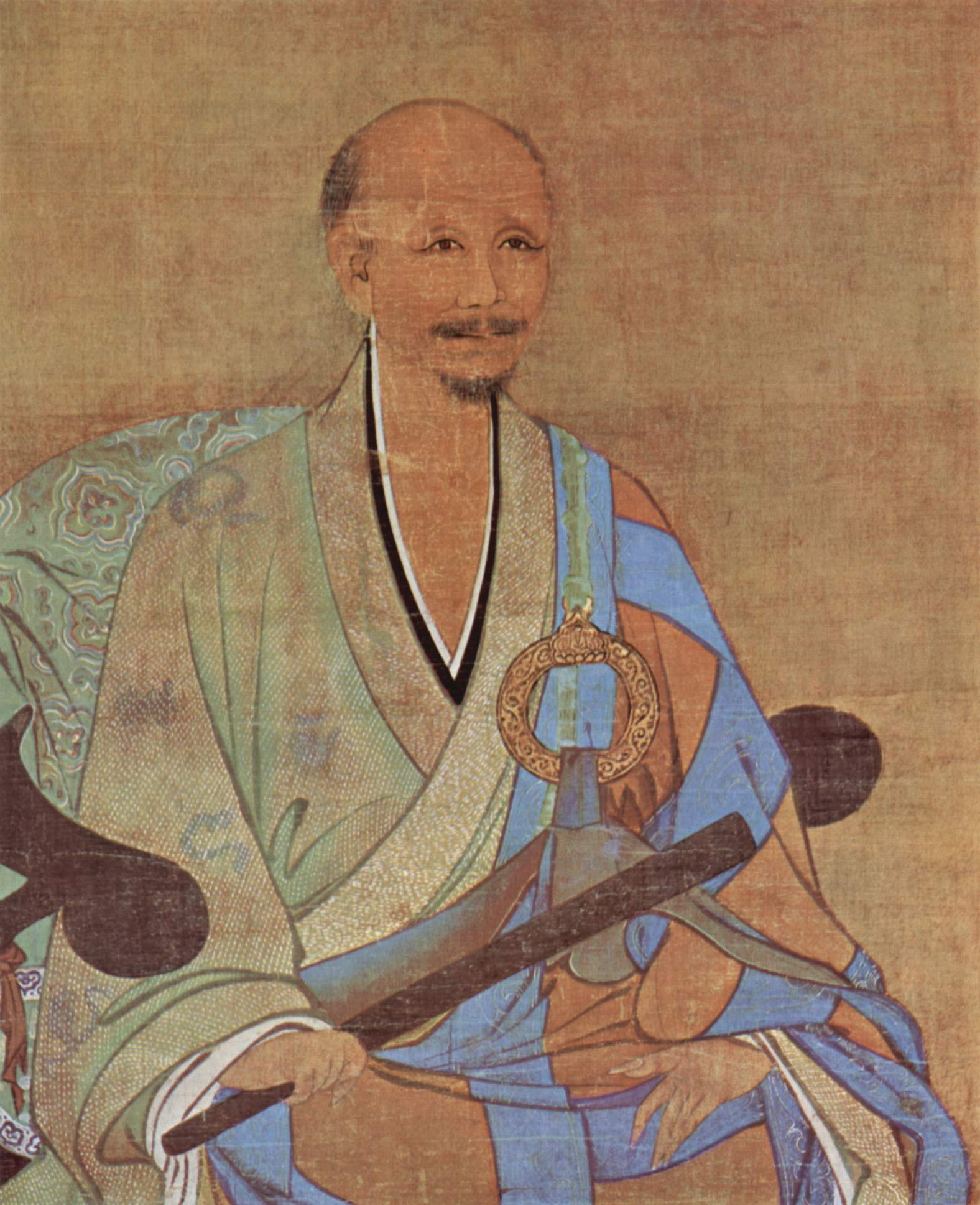
Portretul călugăzului budist zen, Wuzhun Shifan, pictat în 1238.

Curtea imperială de la palatul împăratului s-a umplut cu anturajul monarhului de pictorii de curte, caligrafi, poeți și povestitori. Împărat Huizong a fost un artist de renume, precum și un patron al artelor. Un prim exemplu de pictor de curte foarte apreciat a fost Zhang Zeduan (1085-1145) care a pictat un tablou panoramic enorm, „Priveliștea de pe cele două maluri de Qingming”. Împăratul Gaozong al Songului a inițiat un proiect de artă masiv în timpul domniei sale, cunoscut sub numele de „Optsprezece melodiile ale unui flaut nomad” din povestea vieții lui Cai Wenji (n. 177). Acest proiect de artă a fost un gest diplomatic pentru Dinastia Jin, în timp ce împăratul negocia eliberarea mamei sale din captivitatea jurchenilor, din nord.
În filozofie, budismului din China a scazut în influență, dar a păstrat relația cu artele și organizațiile caritabile ale mănăstirilor. Budismul a avut o influență profundă asupra mișcării de înmugurire a neo- confucianismului, condusă de Cheng Yi (1033-1107) și Zhu Xi (1130-1200). Budismul Mahayana i-a influențat pe Fan Zhongyan și Wang Anshi în conceptul universalismului etic, în timp ce metafizica budistă a avut un impact profund asupra doctrinei pre-neo-confucianiste a lui Cheng Yi. Munca filosofică a lui Cheng Yi, l-a influențat pe Zhu Xi. Deși scrierile sale nu au fost acceptate de către colegii săi contemporani, comentariile și accentul lui Zhu asupra clasicii confucianiste din cele Patru Cărți, ca un compus introductiv de învățare a confucianismului, au stat la baza doctrinei neo- confucianiste. Până în anul 1241, sub patronajul împăratului Lizong, cele Patru Cărți ale lui Zhu Xi și comentariul său la acestea, au devenit cerințele standard de studiu pentru candidații care încearcau să treacă examenele serviciului public. Țările din Asia de Est, precum Japonia și Coreea au adoptat, de asemenea, învățăturile compilate de Zhu Xi, cunoscute sub numele de Shushigaku (朱子学, Scoala lui Zhu Xi) în Japonia, iar în Coreea drept Jujahak (주자학). Influența continuă a budismului poate fi văzută în picturi, cum ar fi „Un Luohan Spălând” de Lin Tinggui. Cu toate acestea, ideologia aceasta a fost extrem de criticată și chiar disprețuită de către unii. Omul de stat și istoric Ouyang Xiu (1007-1072) a numit religia un „blestem”, care ar putea fi remediat numai prin smulgerea sa din cultura chineză și înlocuirea acesteia cu discursul confucianist. O reală renaștere a budismului în societate chineză nu a avut loc până la domnia mongolă a dinastiei Yuan, odată cu sponsorizarea lui Kublai Khan a budismului tibetan și Drogön Chögyal Phagpa ca lama conducător. Creștinismul nestorian, care a intrat China în epoca Tang, va fi, de asemenea, reînviat în China sub conducerea mongolă.

### Bucătăria și îmbrăcămintea

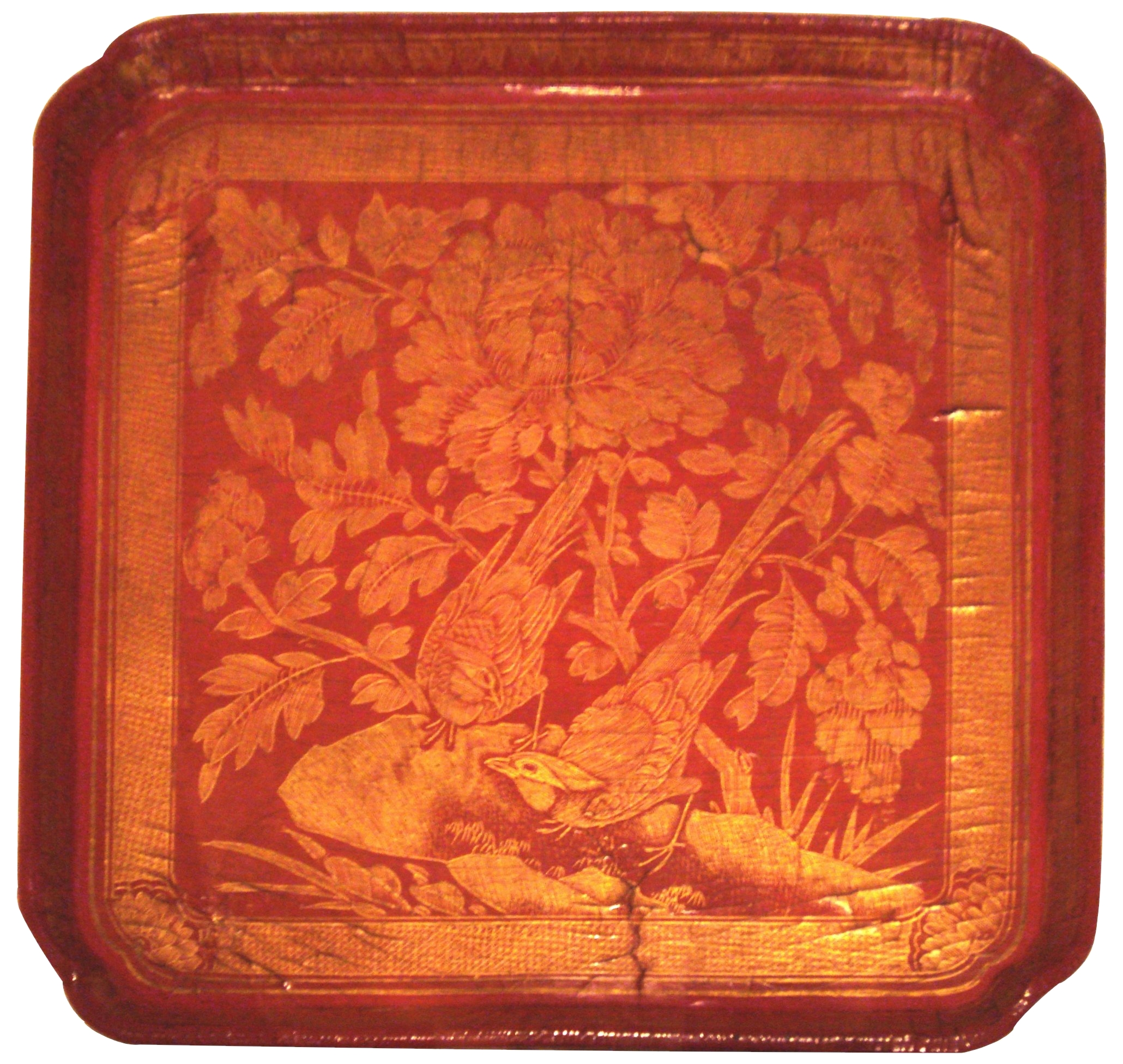
O tavă pentru alimente, lăcuire roșie, reprezentând două păsări cu coadă lungă și un bujor, gravată cu foița de aur, secolele XII-XIII

Legile limitative reglementau ce alimentele se puteau consuma și hainele pe care cineva le putea purta, în conformitate cu statutul și clasa socială. Principalele alimentele de bază în dieta claselor de jos au rămas orezul, carnea de porc și peștele sarat. Îmbrăcăminte era făcută din cânepă sau bumbac, limitată la un colorit standard de alb și negru. Pantalonii erau ținuta acceptabilă pentru țărani, soldați, artizani și negustori, deși negustorii bogați puteau alege să poarte haine mai ornate și bluze masculine care ajungeau mai jos de talie. Îmbrăcămintea acceptabilă pentru un funcționar-cărturar a fost rigid definită prin sistemul de clasificare socială. Cu toate acestea, pe măsură ce timpul a trecut, această regulă de îmbrăcăminte în funcție de rangul funcționarului nu a fost strict aplicată. Fiecare oficial era capabil să-și afișeze statutul acordat prin purtarea de culori diverse pentru hainele tradiționale de mătase, care atârnau înspre sol, în jurul picioarelor, chiar și stiluri specifice de centuri care arâtau gradul sau rangul său de funcționar.
Femeile purtau rochii lungi, bluze care coborau până la genunchi, fuste si jachete cu mâneci lungi sau scurte, în timp ce femeile din familiile bogate puteau purta eșarfe violet în jurul umerilor. Principala diferență în îmbrăcămintea femeilor față de cea a bărbaților a fost faptul că acestea se strângeau, prindeau, înspre stânga și nu înspre dreapta.
Existau o multitudine de restaurante și taverne; de obicei felurile principale erau incluse în ospețe, banchete și carnavaluri, în timpul Song. Ele dezvăluie o dietă variată și generoasă pentru cei din clasa superioară. Ei puteau alege dintr-o mare varietate de carne și fructe de mare, inclusiv creveți, gâște, rațe, scoici, crustacee, iepure, potârniche, fazan, prepelițe, vulpe, bursuc, scoici, crabi, și multe altele. Produsele lactate erau rare în bucătăria chineză în acel moment. Carne de vită a fost rareori consumată, deoarece taurul a fost un valoros animal viu, și carne de câine era absentă din dieta celor bogați, deși cei săraci puteau alege să mănânce carne de câine dacă era neapărat necesar (însă nu făcea parte din dieta lor regulată). Oamenii consumau, de asemenea, finic, stafide, jujube, pere, prune, caise, suc de pere, suc de fructe de lici, miere și băuturi de ghimbir, suc de papaia, mirodenii și condimente de piper de Sichuan, ghimbir, sos de soia, ulei, ulei de susan, sare și oțet. Dieta alimentară comună a săracilor a fost de carne de porc, pește sărat și orez.

## Economie, industrie și comerț

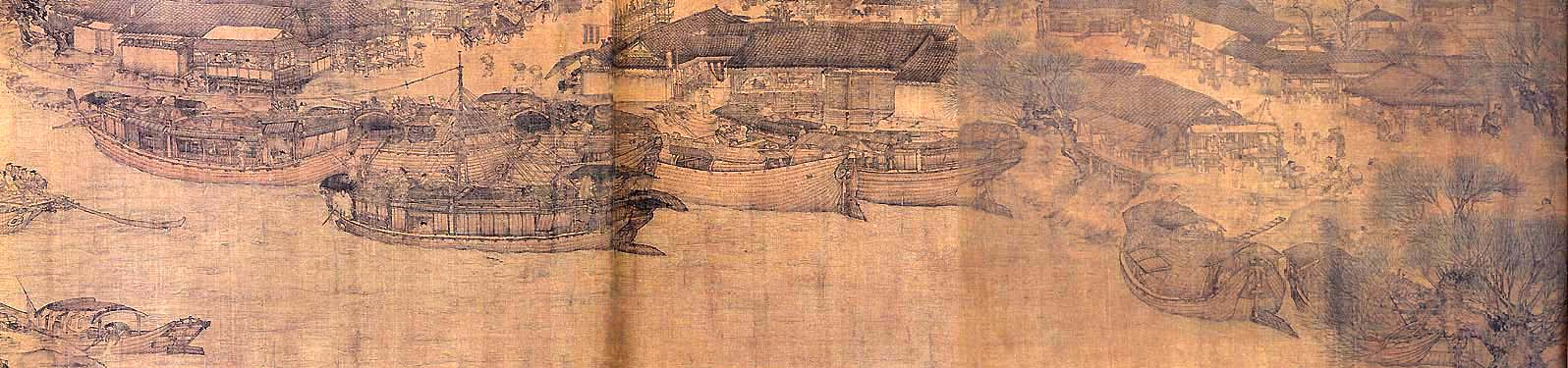
Junci chineze, detaliu din pictura lui Zhang Zeduan (1085-1145) „Priveliștea de pe cele două maluri din ziua Qingming”, navele chineze din perioada Song prezentau coci având compartimente etanșe.

Dinastia Song a avut una dintre economiile cele mai prospere și avansate din lumea medievală. Chinezii Song și-au investit fondurile în societăți pe acțiuni și în vasele de navigație, într-un moment când câștigul monetar era asigurat din vigurosul comerț de peste mări și comerțul intern de-a lungul Marelui Canal și a fluviului Yangtze. Proeminentelor familii de comercianți și întreprinderilor private li s-au permis să activeze în industrii asupra cărora nu exista deja un monopol guvernamental. Atât industriile private, cât și cele controlate de guvern au satisfăcut nevoile unei populații în creștere în Song China. Meșteșugarii și negustorii au format breasle cu care statul a trebuit să se lupte pentru stabilirea taxelor, rechiziționarea bunurilor, precum și stabilirea salariilor lucrătorilor și prețurile produselor .
Industria fierului a fost acaparată atât de întreprinzătorii privați, care dețineau în proprietate topitorii, la fel ca și guvernul. Economia Songului a fost suficient de stabilă pentru a produce mai mult de o sută de milioane kilograme de produse de fier pe an. Defrișările pe scară largă în China ar fi continuat dacă nu ar fi fost inovația din secolului XI a utilizării cărbunelui în loc de mangal la furnalele de topire a fontei  O mare parte din acest fier a fost rezervat pentru uz militar, în realizarea de arme și armuri pentru trupe, dar o parte a fost folosit pentru a modela multele produse de fier necesare pentru a satisface cerințele, în creștere, de pe piața internă. Comerțul cu fier în China a avansat datorită construirii de noi canale navigabile, facilitând fluxul de produse din fier, de la centrele de producție la vasta piață din capitală.

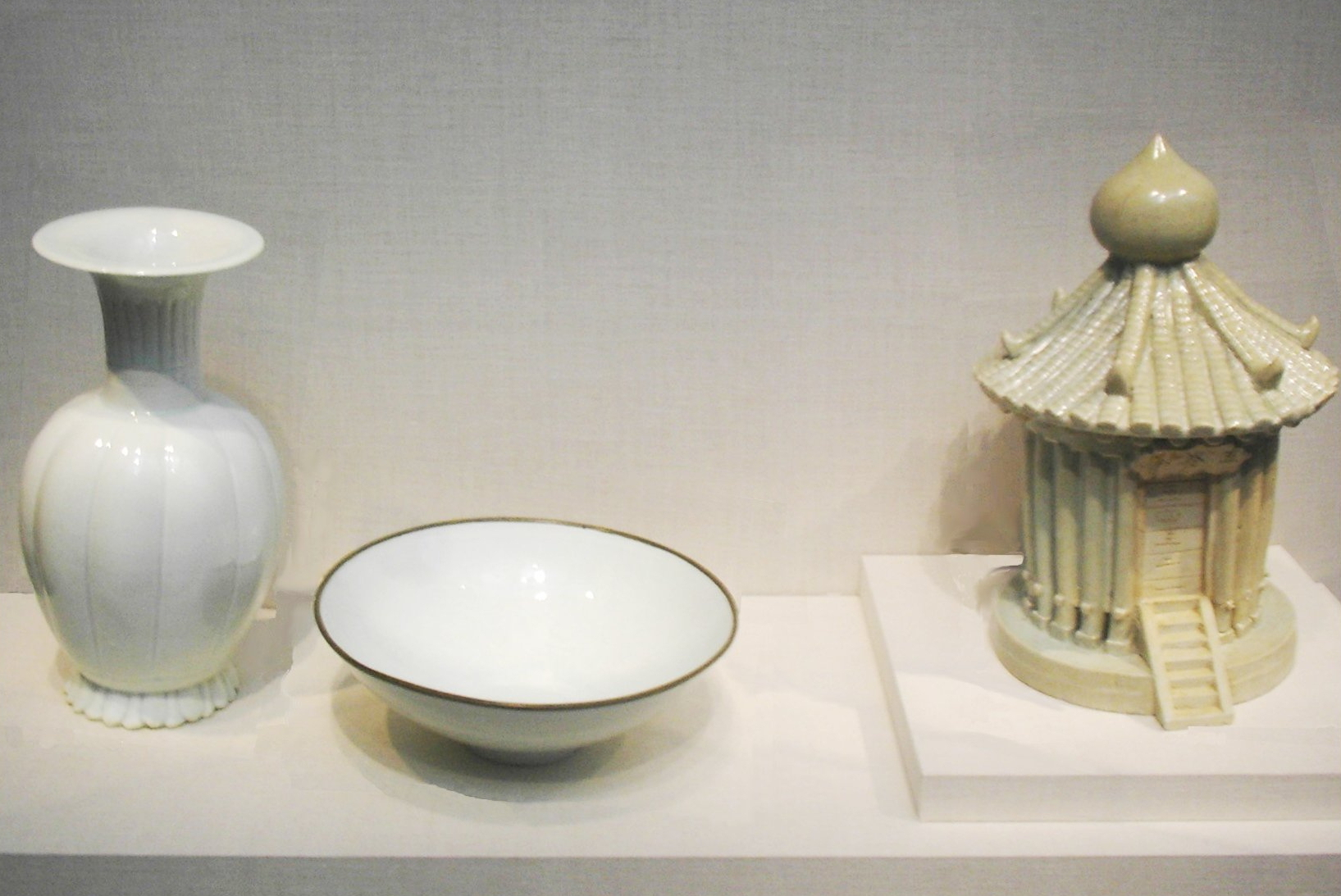
„Stânga: O vază de ceramică qingbai, din Song de Nord, cu smalț (glazură) de ceramică de un albastru tonifiat transparent, din Jingdezhen, sec XI-lea; „Centru”: Un castron de ceramică qingbai din Song, cu decorațiuni incizate de lotus, o jantă de metal, si o glazura transparentă de albastru tonifiat, din Jingdezhen, sec. XII-XIII; „Dreapta: Un model de hambar, în miniatură din Song de Sud, cu un capac detașabil și o ușă, porțelan qingbai cu glazura transparentă de albastru tonifiat, Jingdezhen, din secolul al XIII-lea.

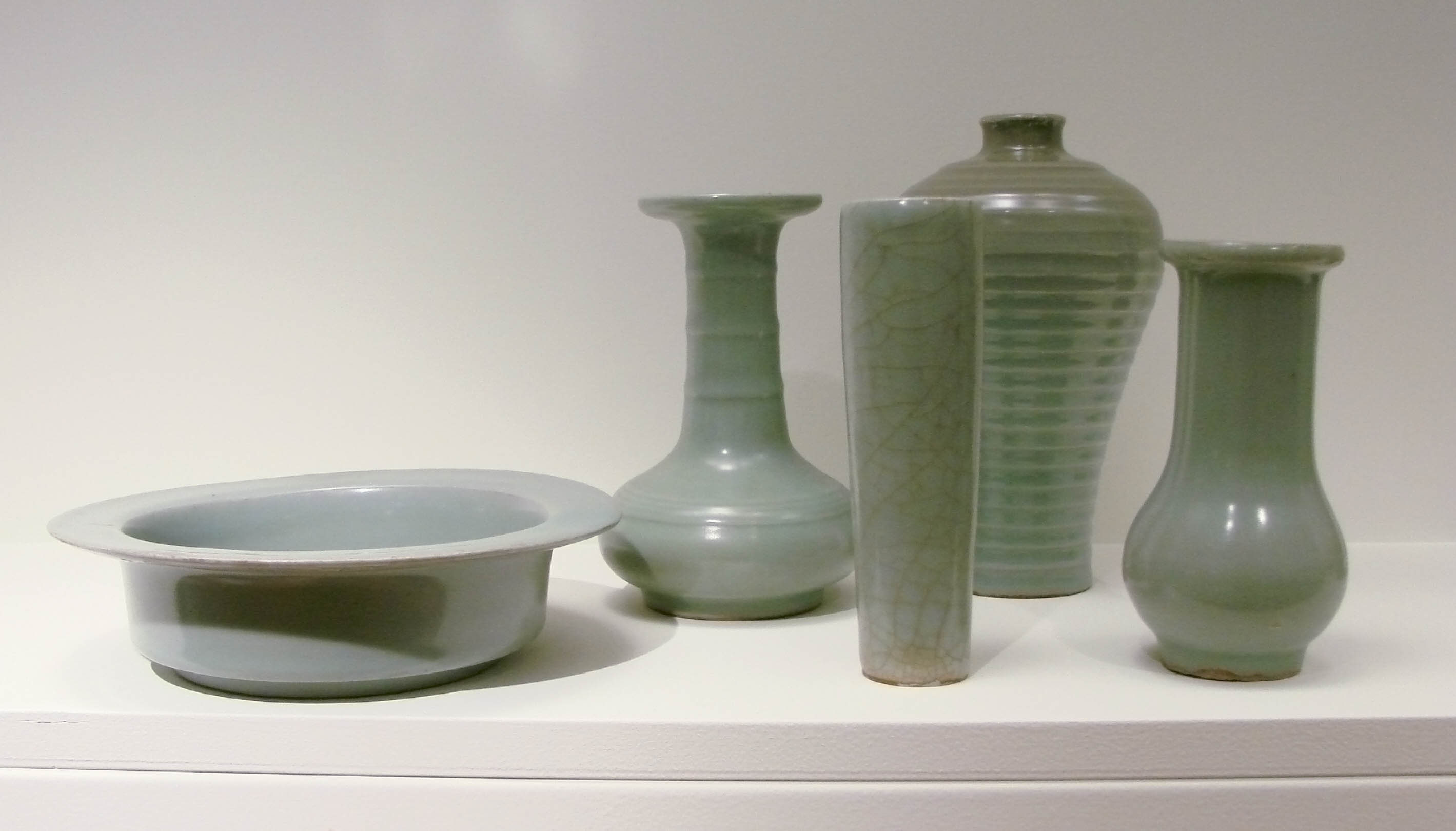
Celadon de Longquan, produs în Longquan, Zhejiang, China. Song, sec XIII

Producția anuală de monede din cupru bătute în 1085 a ajuns la aproximativ șase miliarde de bucăți. Progresul cel mai remarcabil din economia Songului a fost prima emisie monetară guvernamentală de bani imprimați pe hârtie, cunoscuți sub numele de Jiaozi (și Huizi). Pentru tipărirea de bani de hârtie, curtea Song înființat mai multe fabrici conduse de guvern în orașele Huizhou, Chengdu, Hangzhou, și Anqi. Volumul forței de muncă angajate în fabricile de bani de hârtie a fost mare, în 1175 fabrica de la Hangzhou a avut mai mult de o mie de muncitori pe zi.
Puterea economică a Song China a influențat puternic economiile străine din afara granițelor. Geograful marocan al-Idrisi a scris în 1154 despre dibăcia navelor comerciale din China în Oceanul Indian și despre cursele lor anuale ce duceau fier, săbii, mătase, catifea, porțelan și textile, în diverse locuri, cum ar fi Aden (Yemen), Fluviul Indus și Râul Eufrat din Irakul zilelor noastre. Străinii, la rândul lor, au avut un impact asupra economiei chineze. De exemplu, mulți musulmani din Asia de Vest sau Asia Centrală călătoreau în China pentru comerț, devenind o forță proeminentă în industria de import și export, în timp ce unii au fost chiar numiți ofițerii, supraveghind treburile economice. Comerțul maritim cu Pacificul de Sud-Est, lumea hindusă, lumea islamică, și Africa de Est, au adus comercianților mari averi și au stimulat o creștere enormă a industriei construcțiilor navale în provincia Fujian a erei Song. Cu toate acestea, au existat riscuri în astfel de călătorii lungi peste mări. În scopul de a reduce riscul pierderii banilor în aceste misiuni comerciale maritime în străinătate, istoricii Ebrey, Walthall, și Palais au menționat:
[În epoca Song] investitorii, de obicei, își divizau investițiile lor între mai multe nave, și fiecare navă a avut mai mulți investitori în spatele ei. Un observator credea că dorința de a investi în comerțul de peste mări ducea la o ieșire din imperiu a unui numerar din cupru. El a scris, „Oamenii de-a lungul coastei sunt în termeni informali cu comercianții, care se angajează în comerțul de peste mări, fie pentru că sunt conaționalii lor sau cunoștințele lor personale .... [ Ei dau negustorilor ] bani pentru a-i lua cu ei, pe navele lor, pentru achiziționări și să revină apoi cu mărfuri străine. Ei investesc de la zece până la o sută de siruri de bani și în mod regulat, obținând un profit de câteva sute la sută”.

## Tehnologie, știință și inginerie

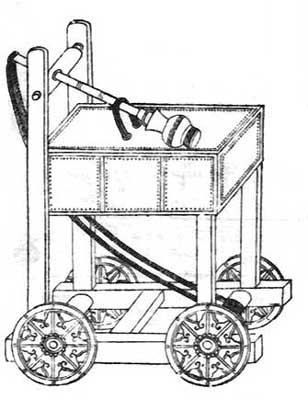
O ilustrație a unui catapulte trebuchet din compediumul militar Wujing Zongyao din 1044. Trebuchete de genul acesta erau utilizate pentru lansarea de grenade explozive timpurii.

### Războiul cu praf de pușcă
Progresele în tehnologia armelor au fost îmbunătățite de către praful de pușcă, dar și de dezvoltarea unui aruncător de flăcări timpuriu, a grenadelor explozive, a armelor de foc, a tunului și a minelor de teren. Ele au permis Songului să se apere de armatele inamice, până la prăbușirea sa finală din secolul al XIII-lea. Manuscrisul lui Wujing Zongyao din 1044 a reprezentat prima carte din istorie care oferea formule pentru producerea și utilizarea prafului de pușcă lui în diferite tipuri de bombe. În timp ce se afla în război cu mongolii, în 1259, oficialul Li Zengbo a scris în lucrarea sa „Kezhai Zagao, Xugaohou” că orașul Qingzhou fabrica lunar 1000–2000 de bombe, învelite într-o carapace de fier, distribuind la un moment dat în Xiangyang și Yingzhou aproximativ zece–douăzeci de mii de astfel de bombe. În schimb, mongolii invadatori recrutau soldați chinezi din nord și foloseau același tip de armament cu praf de pușcă împotriva Songului. Până în secolul al XIV-lea, arma de foc și tunul puteau fi găsite și în Europa, în India, și în Orientul Mijlociu islamic, în epoca timpurie a războiului cu praf de pușcă.

### Măsurarea distanțelor și navigarea mecanică
Încă din timpul dinastiei Han, când statul avea nevoie de măsurarea în mod eficientă a distanțelor parcurse în întreg imperiul, chinezii s-au bazat pe dispozitivul mecanic podometru (odometru). Podometrul chinez era sub forma unui car cu roți, uneltele sale funcționau prin mișcare de rotire a roților, și unitatea distanței - chinezescul li- era marcată de lovirea mecanică a unui tambur sonor sau clopot de alarmă. Specificațiile podometrului din secolul al XI-lea au fost scrise de către marele șambelan Lu Daolong, care este citat pe larg în textul istoric al lui Song Shi (compilat în 1345). În perioada Song, podometrul a fost combinat și cu un alt dispozitiv mecanic complex, vechi, cunoscut sub numele de „Carul care arată sudul”. Acest dispozitiv, inițial conceput de către Ma Jun în secolul al III-lea, încorpora un angrenaj diferențial, care permitea unei figurine montate pe vehicul să indice întotdeauna înspre direcția sud, indiferent de poziția roților vehiculului. Conceptul de mecanism diferențial al acestui vehicul de navigație se găsește acum în automobilele moderne, permițând rotirea independentă una față de alta a roților motoare ale aceleiași punți.

### Polimați, invenții și astronomie

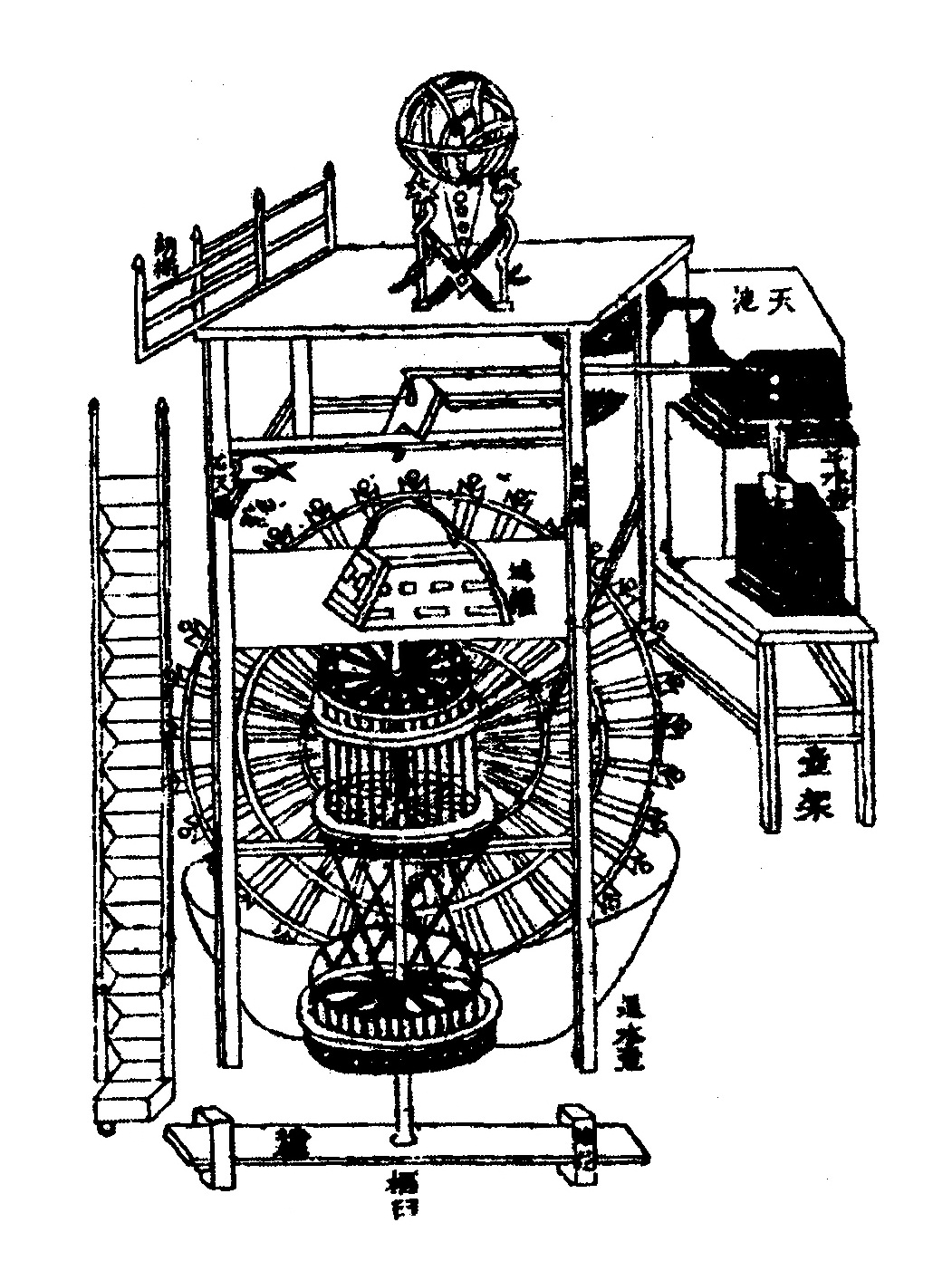
O diagramă interioară a Ceasului Astronomic, prezentat în cartea lui Su Song, scrisă în 1092 și publicată în formă tipărită, până în anul 1094.

Figurile polimaților, cum ar fi oamenii de stat Shen Kuo și Su Song (1020-1101) au încorporat progrese în toate domeniile de studiu, între care biologia, botanica, zoologia, geologia, mineralogia, mecanica, orologeria, astronomia, medicina farmaceutică, arheologia, matematica, cartografia, optica, critica de artă etc.
Shen Kuo a fost primul care a discernut declinarea magnetică a nordul geografic în timp ce experimenta cu o busolă. Shen a teoretizat că există schimbări climatice graduale odată cu trecerea timpului. El a creat o teorie de formare a Pământului care cuprindea concepte acceptate de geomorfologie modernă. A efectuat experimente optice cu camera obscură la doar câțiva zeci de ani după ce Ibn al-Haytham făcuse primul acest lucru. A îmbunătățit, de asemenea, modelele de instrumente astronomice, de exemplu a lărgit tubul de observare astronomică, ce i-a permis lui Shen Kuo să stabilească poziția stelei polare (care se deplasa în timp, de-a lungul secolelor). Shen Kuo a fost, de asemenea, cunoscut pentru ceasul astronomic hidraulic, el a inventat un nou container de scurgere pentru clepsidră, care avea o interpolare de nivel superior mai eficientă decât interpolarea liniară, în calibrarea măsurării timpului.
Su Song a fost cel mai mult cunoscut pentru tratatul său de orologerie, scris în 1092, în care a descris și ilustrat în detaliu ceasul astronomic, ce funcționa cu apă, de 12 de metri, construit în Kaifeng . Turnul Ceas prezenta instrumentele astronomice mari ale sferei armilare și globului ceresc, ambele acționate de un mecanism de eșapament intermitent, timpuriu, (aproximativ două secole înainte ca distincta roată de eșapament (roata ancorei) a ceasurilor mecanice autentice să apară în ceasornicăria europeană), și prin angrenaje și curele de transmisie, un dispozitiv mecanic esențial, întâlnit în multe utilizări practice moderne, cum ar fi la biciclete. În cartea sa, Su a publicat un atlas ceresc conținând cinci diagrame de stele. Aceste hărți stelare erau dotate cu o proiecție cilindrică similară cu Proiecția lui Mercator, aceasta din urmă fiind o inovație cartografică din 1569 a lui Gerardus Mercator.

### Matematică și cartografie

Hartă chineză „Yu Ji Tu” gravată în piatră în 1137. Fiecare diviziune corespunde la 100 li

Au fost multe îmbunătățiri notabile în matematica chineză în epoca Song. Cartea publicată în 1261 de matematicianul Yang Hui (c. 1238-1298), a oferit cea mai timpurie ilustrare chinezească a triunghiului lui Pascal, deși acesta a fost descris mai devreme, în jurul anului 1100 de către Jia Xian. Yang Hui a expus și reguli pentru facerea de aranjamente combinatorii în pătrate magice, a oferit o dovadă teoretică pentru cele 43 de axiome ale lui Euclid despre paralelograme și a fost primul care a folosit coeficienții negativi ai lui „x" în ecuații de gradul al doilea. Contemporanul lui Yang, Qin Jiushao (c. 1202-1261), a fost primul care a introdus simbolul zero, în matematica din China, înainte în aceste spații goale au fost folosite, în loc de zerouri, un sistem de bare (linii) de numerotație. El este cunoscut și pentru lucrul cu teorema chinezească a resturilor, formula lui Heron, și datele astronomice utilizate în determinarea datei solstițiului de iarnă. Lucrarea cea mai însemnată a lui Qin a fost „Tratate matematice în nouă capitole”, publicată în 1247.
Geometria a fost esențială pentru topografie și cartografie. Cele mai vechi hărți chinezești existente datează din secolul al IV-lea î.Hr. Abia în timpul lui Pei Xiu (224-271) a fost folosită pentru prima oară pe o hartă altitudinea topografică, un sistem de reprezentare în formă de grilă dreptunghiulară, și utilizarea unui standard de linie gradată pentru distanțe. Urmând o lungă tradiție, Shen Kuo a creat o hartă în relief, în timp ce alte hărți ale sale prezentau uniform gradat, o scară de 1:900,000. A întocmit o hartă cu pătrățele de 0,91 m în 1137, gravată în piatră, fiecare pătrat reprezentând 100 li (aprox. 50 km), și a cartografiat cu precizie conturul coastelor și sistemele hidrografice din China, ajungând până la India . Mai mult decât atât, cea mai veche hartă topografică cunoscută din lume, în formă tipărită, provine din enciclopedia editată de Yang Jia în 1155, care arată vestul Chinei, fără sistemul oficial de grile/pătrate, care a fost caracteristic hărților chineze mult mai profesionist concepute. Deși nomenclatorul (indicele) geografic a existat încă din anul 52 d.Hr., din timpul dinastiei Han) și din timpul dinastiei Sui era însoțit de hărți ilustrative (chineză: tujing), acesta a devenit mult mai frecvent utilizat în timpul dinastiei Song, atunci când a existat un interes pentru ca aceste ilustrații să fie folosite în scopuri politice, administrative și militare.

### Imprimarea de tip mobil

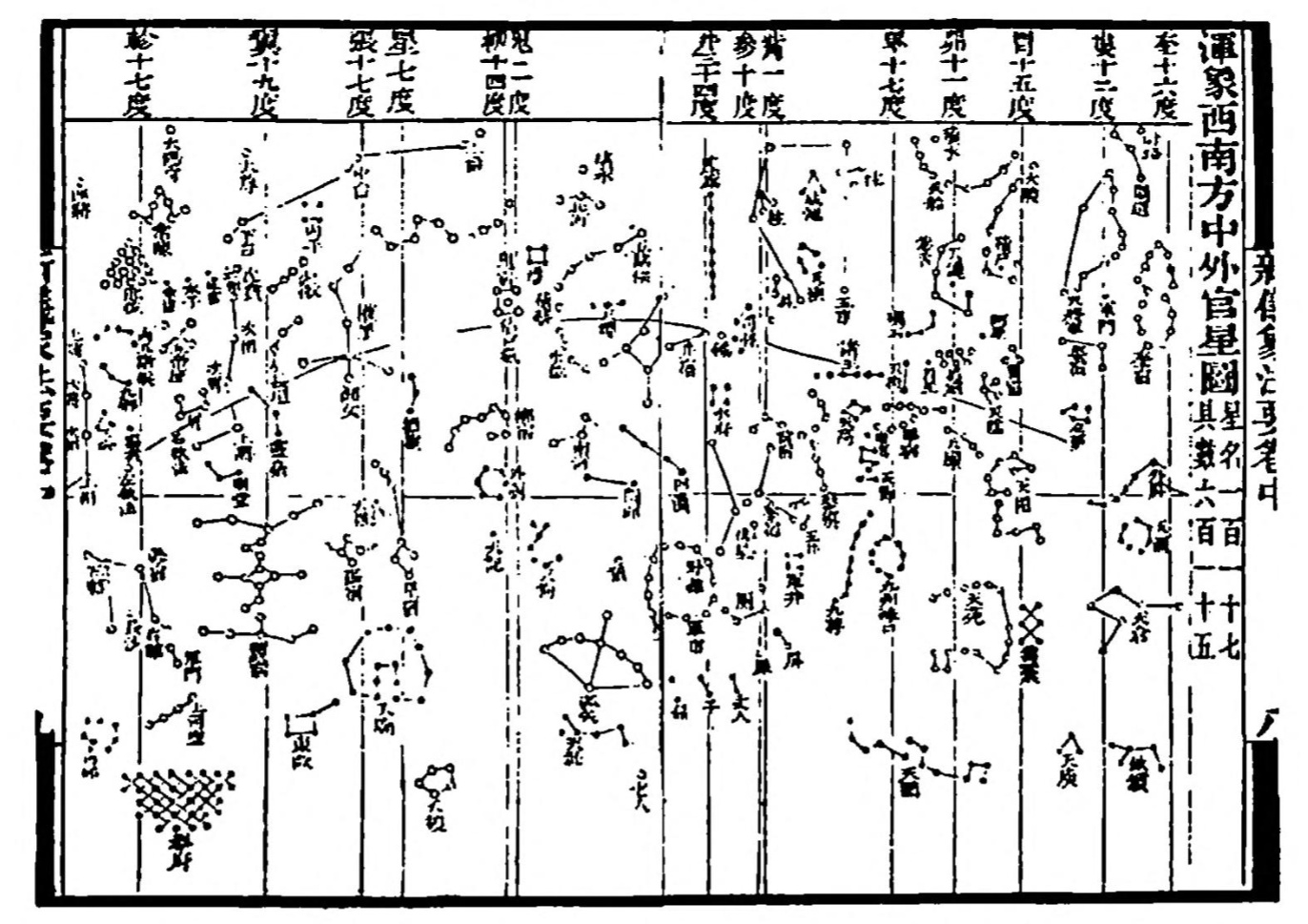
Una dintre hărțile cerului din „Xin Yi Xiang Fa Yao” de Su Song, publicată în 1092, oferind o proiecție cilindrică similară cu proiecția Mercator și poziția corectată a Stelei Polară grație observațiilor astronomice ale lui Shen Kuo. Atlasul de hărți cerești al lui Su Song este cel mai vechi în formă tipărită.

Inovația de imprimare de tip mobil a fost făcută de către artizanul Bi Sheng (990-1051), fiind descrisă pentru prima data de către omul de știință și de stat, Shen Kuo, în lucrarea „Men Xi Bi Tan” din 1088. 
Tiparul de tip mobil a sporit utilizarea, deja pe scară largă, a metodelor de xilogravură, de imprimare a mii de documente și volume de literatură scrisă, folosite cu nerăbdare de un public din ce în ce mai cultivat. Avansarea în imprimare a avut un impact profund asupra educației și a clasei erudiților funcționari, de moment ce cărțile putea fi printate într-un numar foarte mare si mai repede; cărțile tipărite erau mai ieftine în comparație cu exemplarele laborioase, scrise de mână Creșterea, îmbunătățirea pe scară largă a tipăriturilor și cultura tiparului, în perioada Song a fost, prin urmare, un catalizator direct la creșterea mobilității sociale și de mărirea a clasei educate, a elitelor școlite, acestea din urmă și-au mărit vertiginos numărul din secolul al XI-lea spre al XIII-lea.
Tipul ce folosea caractere mobile,inventat de Bi Sheng, a fost în cele din urmă „răpus” de utilizarea masivă a xilogravurilor, din cauza limitărilor enormului sistem de scriere a caracterelor chinezești, dar imprimarea de tip mobil a continuat să fie folosită și a fost îmbunătățită în perioadele ulterioare. Eruditul-funcționar al Dinastiei Yuan, Wang Zhen (fl. 1290-1333), a implementat un proces de tipărire mai rapid, îmbunătățind caracterele mobile unse cu argilă și făcute din lemn ale lui Bi și a experimentat caracterele de tip mobil din metal și cositor. Bogatul patron de tipografie, Hua Sui (1439-1513), din dinastia Ming, s inovat primul tip mobil din metal în China (folosind bronz), în 1490. În 1638 Monitorul de Beijing a schimbat sistemul de xilogravură pe printarea de tip mobil. Cu toate acestea, a fost în timpul dinastiei Qing când proiecte de imprimare de anvergură au început să folosească imprimarea de tip mobil. Aceasta include tipărirea de șaizeci și șase de copii ale unei enciclopedii lungi de 5020 volum în 1725, Gujin Tushu Jicheng (Colecția completă de ilustrații și scrieri din vechime până în prezent), care a necesitat crearea a 250.000 de caractere de tip mobile, turnate în bronz. Până în secolul al XIX-lea tiparulul european a înlocuit vechile metode chineze de tip mobil, în timp ce de imprimare xilografică, tradițională în Asia de Est, este în prezent rar folosită și doar pentru motive estetice.

### Ingineria nautică și hidraulică
Cea mai importantă inovație nautică din perioada Song pare a fi fost introducerea busolei magnetice a marinarilor, care permitea navigarea exactă pe mare, indiferent de vreme. Acul magnetizat al busolei — cunoscut în chineză ca „acul care indică sudul” a fost descris pentru prima dată de către Shen Kuo în Mèng Xī Bǐ Tán, din 1088 și menționat pentru prima dată ca fiind frecvent folosit de către marinari în „Convorbirile de la masa Pingzhou” din 1119 de Zhu Yu.

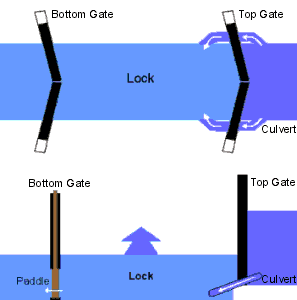
O schiță și vedere laterală a unei ecluze de canal, un concept de pionierat din 984, a Comisarului Adjunct de Transporturi pentru Huainan, inginerul Qiao Weiyo.

Au fost de asemenea progrese considerabile în ingineria hidraulică și tehnologia nautică în timpul dinastiei Song. Inventarea în secolul al X-lea a ecluzelor pentru canalele navigabile a permis ca diferite volume de apă să fie ridicate și coborâte de la un segment al unui canal la altul, ceea ce a ajutat în mod semnificativ la siguranța traficului naval și a permis accesul unor ambarcațiuni mai mari în canale. O altă inovație au fost compartimentele etanșe cu pereți despărțitori, ce a făcut să se poată evita scufundarea vaselor cu coca avariată. În cazul în care navele erau avariate, chinezii din secolul al XI-lea foloseau docurile uscate pentru repararea acestora, în timp ce se aflau suspendate afară din apă. Montarea cârmei la pupă exista pe navele chineze încă din secolul I, după cum reiese dintr-un model de navă descoperit într-un mormânt Han.
În perioada Song, chinezii au conceput o modalitate de a ridica și coborî, în mod mecanic, cârmele, pentru ca navele să călătorească într-o varietate mai mare de adâncimi de apă. În Song s-au aranjat dinții proeminenți ai ancorei într-un mod circular, în loc de o singură direcție. David Graff și Robin Higham sunt de părere că acest aranjament a făcut navele „mai de încredere” în ancorarea lor.

### Inginerie structurală și arhitectură

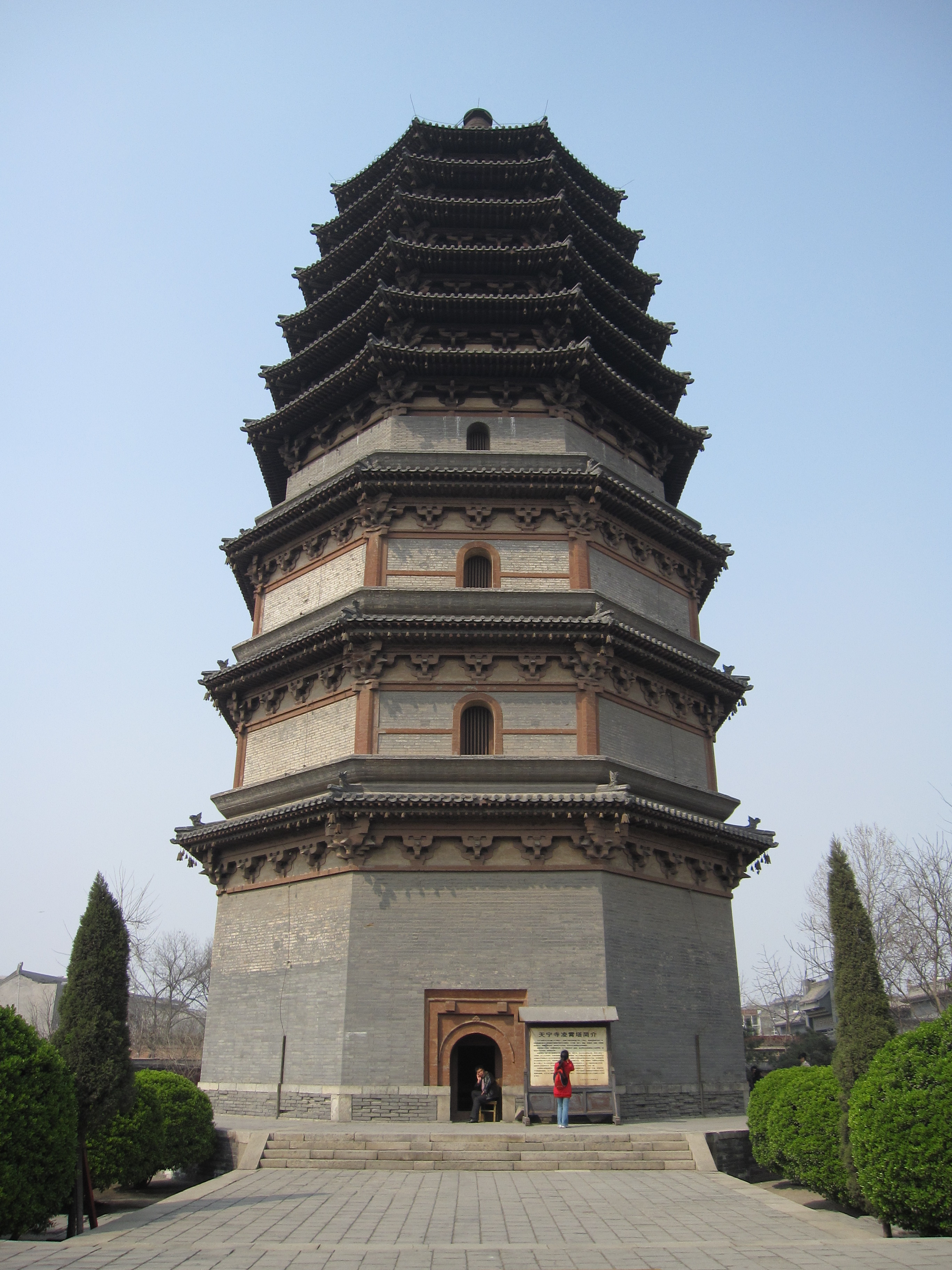
Pagoda Lingxiao de 42 de metri înaltime, cărămidă și lemn, construită în 1045, Zhengding, Hebei.

Arhitectura în timpul perioadei Song atins noi culmi de rafinament. Autori, cum ar fi Yu Hao și Shen Kuo au scris cărți care definesc domeniul de machete arhitecturale, măiestrie și inginerie structurală în secolele X - XI. Shen Kuo a păstrat dialogurile scrise ale lui Yu Hao, atunci când descrie aspecte tehnice, cum ar fi stâlpi înclinați construiți în turnuri de pagodă pentru contravântuirea diagonală. Shen Kuo, de asemenea, a păstrat dimensiunile specificate de Yu și unități de măsură pentru diferite tipuri de construcții. Arhitectul Li Jie (1065-1110), care a publicat Yingzao fashi („Tratat despre metodele de arhitectură”) în 1103, a dezvoltat foarte mult lucrările lui Yu Hao și a elaborat coduri standard de construcție, utilizate de către agențiile guvernamentale centrale și de către meșterii din întreg imperiul. El a descris metodele standard de construcție, proiectare, utilizarea de șanțuri și fortificații, piatră, tâmplărie complexă sau mai simplă, cioplitul în lemn, cotitură și găurire, tăiere, lucrul cu bambusul, țigla, construirea zidurilor, pictură și decorare, zidarie, lucrul cu teracota, și a oferit proporții pentru includerea mortarului în zidărie . În cartea sa, Li furniza ilustrații detaliate și vii ale componentelor arhitecturale și secțiuni transversale de clădiri. Aceste ilustrații afișează diverse aplicații, diagrame ce arată diferitele tipuri de constructii de săli, de dimensiuni recomandate. El a subliniat, de asemenea, unitățile de măsură standard și dimensiunile standard, măsurători ale tuturor componentelor de construcție descrise și ilustrate în cartea sa.

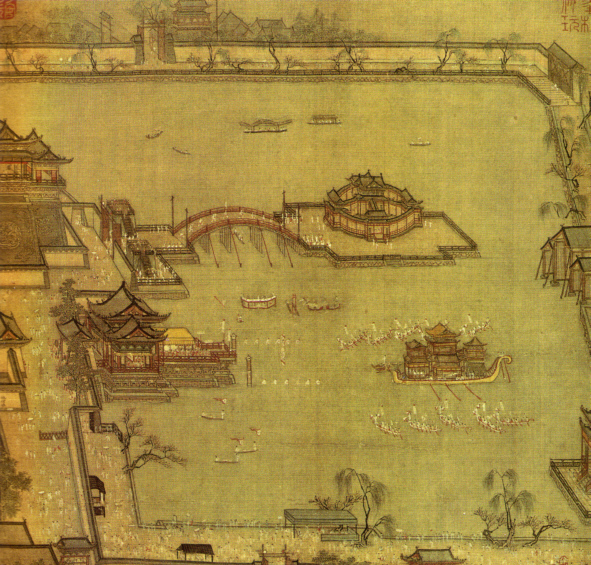
„Jocuri în pișcina Jinming”, pictură pe mătase de Zhang Zeduan, înfățișând grădina imperială din Kaifeng, epoca Song de Nord.

Proiectele de construcții grandioase au fost susținute de guvern, inclusiv ridicarea de falnice pagode budiste în China și construcția de poduri enorme (de lemn sau piatră, estacadă sau segmente de pod arc). Multe dintre pagodele construite în perioada Song s-au ridicat la înălțimi ce ar depăși zece etaje. Unele dintre cele mai renumite sunt Pagoda de Fier construită în 1049, în timpul Songului de Nord și Pagoda Liuhe construită în 1165 în timpul Songului de Sud, deși au mai existat multe altele. Cea mai inaltă este Pagoda Liaodi din Hebei, construită în 1055, de 84m înălțime totală. Unele dintre poduri au atins o lungime de 1220, fiind suficient de largi pentru a permite un trafic simultan de două rânduri de care, deasupra unei căi navigabile sau prăpăstii. Guvernul supraveghea, de asemenea, construirea propriilor birouri administrative, a apartamentelor din palat, a fortificațiilor orașului, templelor ancestrale și budiste.
Profesiile de arhitect, meșter, tamplar și inginer structural nu au fost privite ca profesii egale cu cele ale unui oficial cărturat. Cunoștințele de arhitectură a fost transmise pe cale orală, timp de mii de ani, în China, în multe cazuri, de la un tată artizan la fiul său. Școlile de inginerie structurală și arhitectură se cunoaște să fi existat din timpul perioadei Song; o școala de inginerie prestigioasă a fost condusă de renumitul constructor de poduri Cai Xiang (1012-1067), în provincia medievală Fujian.

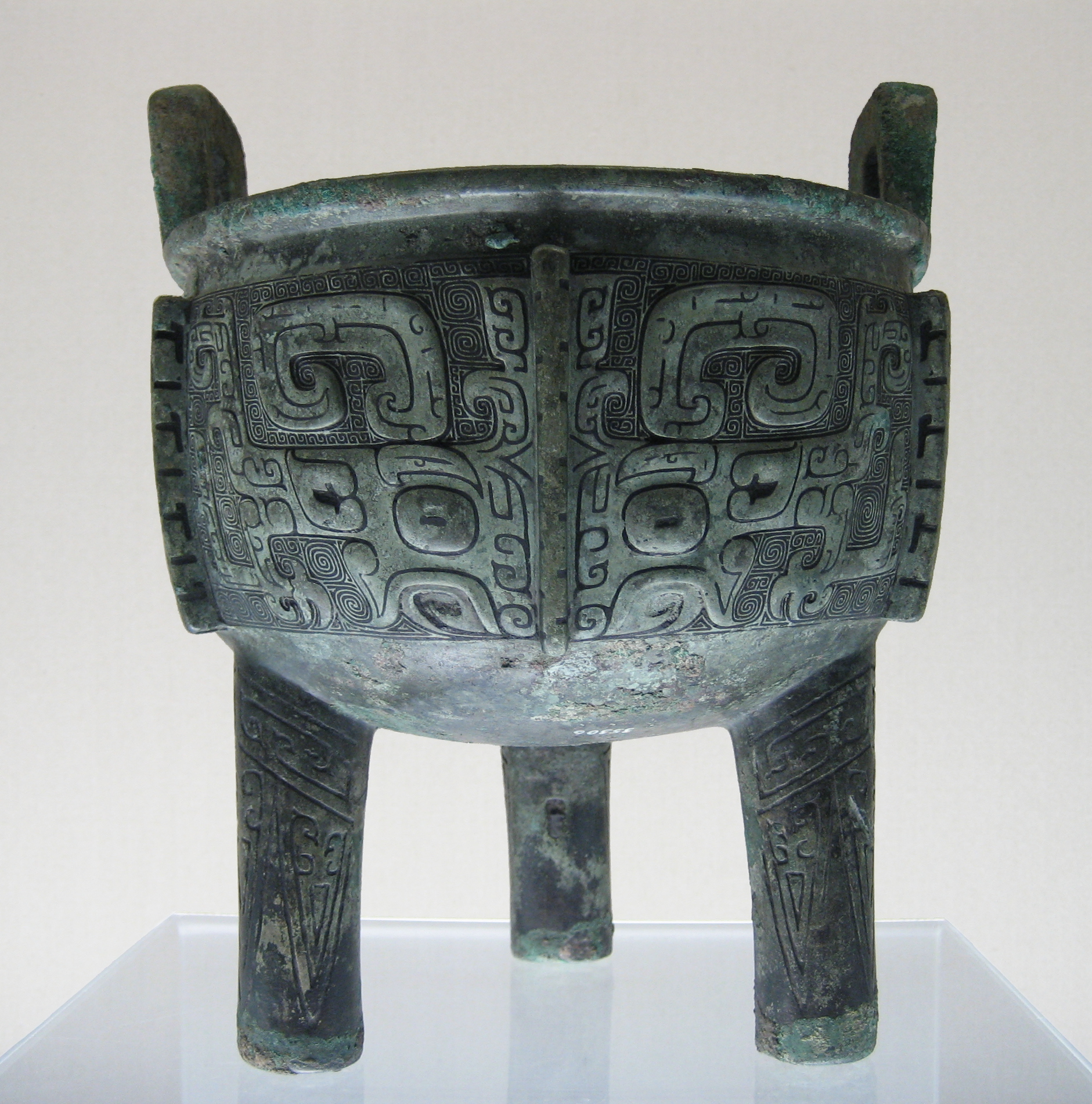
Erudiții funcționari din Song au pretins faptul că dețin de relicve antice, datând încă din timpul dinastiei Shang, cum ar fi acest vas din bronz.

În afară de clădirile existente și literatura de specialitate din manuale de constructii, opere de artă arhitecturale ale dinastiei Song înfățișează peisaje urbane și alte clădiri, ce îi ajută oamenii de știință din zilele noastre în încercările lor de a reconstrui și realiza nuanțele arhitecturii Song. Artiști dinastiei Song, cum ar fi Li Cheng,Fan Kuan, Guo Xi, Zhang Zedua, împăratul Huizong al Songului, și Ma Lin au pictat reprezentări îndeaproape ale clădirilor, precum și întinderi mari de peisaje urbane, arătând poduri arcuite, săli și pavilioane, turnuri Pagodă și distincte ziduri chinezești. Omul de știință și de stat Shen Kuo, a fost cunoscut pentru criticile sale la adresa arhitecturii, spunând că a fost mai important pentru un artist să capteza o imagine de ansamblu a unui peisaj, decât să se concentreze pe unghiurile și colțurile clădirilor. De exemplu, Shen a criticat activitatea pictorului Li Cheng pentru nerespectarea principiului de „a vedea mic dintr-o perspectivă mare” în portretizarea clădirilor.
Au fost, de asemenea, structuri de morminte piramidale, în epoca Song, cum ar fi mormintele imperiale Song situate în Gongxian, provincia Henan. La aproximativ 100 km (62 km) de Gongxian este un alt mormânt la dinastiei Song la Baisha, care oferă „facsimil elaborat în caramida din construcție pe o structură de lemn din China, de la glafurile de la uși la stâlpi și de la piedestale la seturile de console, care împodobesc pereții interiori”. Cele două mari camere de la mormântul Baisha, de asemenea, au acoperisuri în formă conică. Adiacente căilor care duc la aceste morminte sunt liniile statuilor din piatră ale funcționarilor, gardienilor mormântului, animalelor și creaturilor mitologice din dinastiei Song.

### Arheologie
În plus față de preocupările de colecționari de antichități ale micii nobilimi deținătoare de pământ a Songului, erudiții-fucționari, în timpul Song, au devenit extrem de interesați în preluarea relicvelor antice din siturile arheologice, în scopul de a revigora utilizarea vaselor antice în ceremoniile rituale de stat. Euidiții funcționari din perioada Song au pretins că au descoperit vase din bronz antice din timpul dinastiei Shang (1600-1046 î.Hr.), care purtau caracterele scrise ale erei Shang. Unii au încercat să recreeze aceste vase de bronz, doar prin folosirea imaginației, nu prin observarea dovezilor tangibile ale relicvelor; această practică a fost criticată de către Shen Kuo, în lucrarea sa din 1088. Însă, Shen Kuo a avut mult mai mult de criticat decât doar această practică. Shen a comtestat ideea colegiilor lui, care afirmau că relicvele antice au fost create de „înțelepți” cărturari sau clasa veche aristocratică, Shen atribuind, pe bună dreptate, obiectele de artizanat descoperite și vasele din cele mai vechi timpuri, ca munca artizanilor și a oamenilor obișnuiți din epocile anterioare. De asemenea, a dezaprobat practica colegilor săi de preocupare pentru arheologie, doar pentru îmbunătățirea ritualurilor și a cerenmoniilor de stat, deoarece Shen avea nu numai o abordare interdisciplinară în studiul arheologiei, dar el a subliniat, de asemenea, studiul de funcționalitate și investigarea proceselor de fabricație a acestor relicve. Shen a folosit textele vechi și modele existente ale sferei armilare pentru a crea unua bazată pe standardele vechi; Shen a descris arme vechi, cum ar fi utilizarea unui dispozitiv de ochire scalat, pe arbalete; în timp ce experimenta măsurile muzicale antice, Shen a sugerat agățarea unui clopot vechi prin utilizarea unui mâner gol în interior.
În ciuda interesului imperativ al nobilimii în arheologie, pur și simplu pentru revigorarea ritualuri de stat vechi, unii dintre colegii lui Shen au avut o abordare similară în studiul arheologic. Contemporanul său, Ouyang Xiu (1007-1072) a compilat un catalog analitic cu milaje după antichități din piatră și bronz, pionierând idei de epigrafie timpurie și arheologie. În secolul al XI-lea, oamenii de știință Song au descoperit un vechi altar al lui Wu Liang (78-151 AD), un erudit al dinastiei Han (202 î.Hr. - 220 d.Hr.); au produs mulaje ale sculpturilor și basoreliefurilor ce decorau pereții mormântului, pentru a putea fi analizate în altă parte. Despre inexactitatea întâmplărilor din lucrările istorice, oficialul Zhao Mingcheng (1081-1129) a scris: „... inscripțiile pe bronz și piatră sunt realizate în momentul în care evenimentele au avut loc și pot fi de încredere, fără nicio reținere și astfel, discrepanțele pot fi descoperite". Istoricul R.C. Rudolph afirmă că accentuarea lui Zhao de consultare a unor surse contemporane pentru datare precisă, este paralelă cu preocuparea istoricului german Leopold von Ranke (1795-1886), și a fost, de fapt o idee împărtășită de mulți cercetători ai dinastiei Song . Cărturarul Songului, Hong Mai (1123-1202), a criticat puternic ceea ce el a numit „ridicolul” catalog arheologic al curții imperiale, Bogutu, compilat în timpul domniei lui Huizong, între 1111–1125. Hong Mai a obținut vase vechi din timpul dinastiei Han și le-au comparat cu descrierile oferite de catalogul Bogutu, și le-a găsit atat de inexacte încât a declarat că a trebuit să „râdă în hohote”. Hong Mai a subliniat faptul că aceste greșeli au fost din vina cancelarul Cai Jing (1047-1126), care interzisese erudiților să citească și să consulte istoria scrisă.